# Rotkehlchen
Das Rotkehlchen (Erithacus rubecula) ist eine Vogelart aus der Familie der Fliegenschnäpper (Muscicapidae). Es besiedelt Nordafrika, Europa und Kleinasien sowie die Mittelmeerinseln. Seine Nahrung besteht vor allem aus Insekten, kleinen Spinnen, Würmern und Schnecken. Sein Gesang beginnt etwa eine Stunde vor Sonnenaufgang und ist bis in die Dämmerung fast das ganze Jahr über zu hören. Die Art gilt derzeit als ungefährdet.
Das Rotkehlchen war in Deutschland 1992 und 2021 und ist in der Schweiz 2025 „Vogel des Jahres“.
Wegen seiner oft geringen Fluchtdistanz, seines Erscheinungsbilds und seiner Häufigkeit ist das Rotkehlchen ein besonderer Sympathieträger. In Christuslegenden steht es Jesus in besonderen Momenten und im Sterben tröstend bei. Zudem wird es als inoffizieller Nationalvogel Großbritanniens mit Weihnachten in Verbindung gebracht. Es hat bei der Entdeckung und wissenschaftlichen Anerkennung des Magnetsinns eine wichtige Rolle gespielt.

## Beschreibung
Das Rotkehlchen ist von rundlicher Gestalt mit langen, dünnen Beinen. Die orangerote Kehle, Stirn und Vorderbrust sind leicht zu erkennen und erlauben eine einfache Bestimmung. Füße und Iris sind dunkelbraun, der Schnabel ist schwarzgrau bis braunschwarz. Über den Schnabelwinkeln stehen je drei bis vier Bartborsten. Die Größe liegt bei etwa 13,5 bis 14 Zentimetern. Die Flügelspannweite beträgt 20 bis 22 Zentimeter, und das Körpergewicht liegt meist bei 15 bis 18 Gramm.

### Merkmale

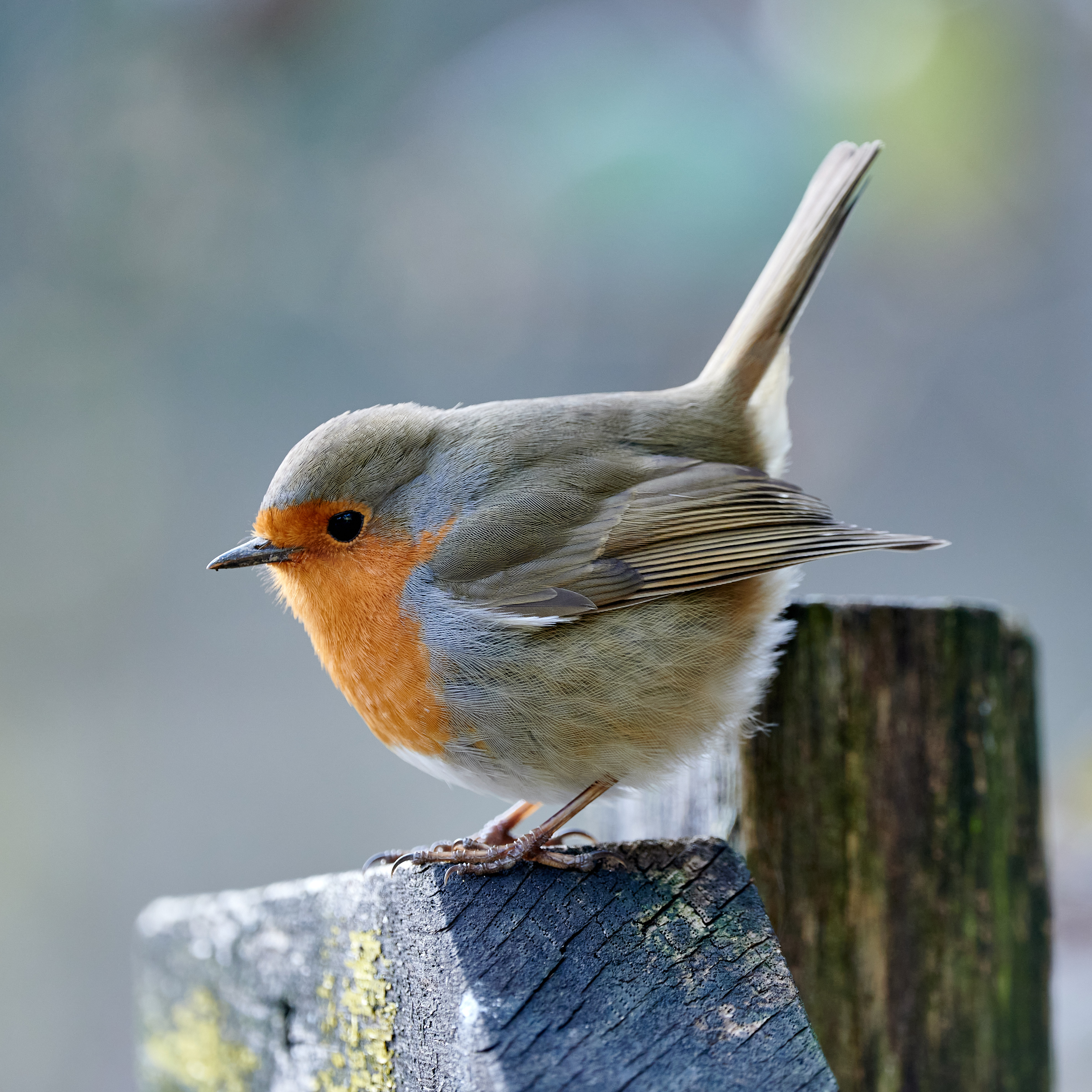
Durch Aufplustern wirkt das Rotkehlchen viel rundlicher.

Die orangerote Färbung der adulten Vögel reicht von Vorderstirn und Kehle bis zur Vorderbrust und umfasst auch die Kopf- und Halsseiten, am ausgeprägtesten zeigt sich der Fleck auf der Brust. An der Stirn ist die Orangefärbung weniger deutlich und aschgrau gesäumt. Die Oberseite ist olivbraun, im Frühjahr jedoch durch Abnutzung der äußeren Federsäume gräulich gefärbt. Die weiße Unterseite wird von den hellolivbraunen Körperseiten eingefasst. Während die Oberschwanzdecken eine gelbbraune Färbung haben, sind die Unterschwanzdecken rahmfarben. Die Steuerfedern sind dunkelbraun mit gelbgrauem Außenfahnensaum. Hand- und Armdecken sind groß mit rostbraunen Spitzen. Die Unterflügeldecken sind gräulichweiß bis hellbraun gefärbt.
Bei etwa der Hälfte der Altvögel tragen die zentralen großen Armdecken auf der Außenfahne einen kleinen gelben Spitzenfleck, der sich auf die Aufhellung der Schaftspitze beschränken kann. Weder stellen diese gelben Spitzenflecken Reste des Jugendkleides dar noch lässt sich mit ihnen auf einen Alters- oder Geschlechtsunterschied schließen. Sie werden sowohl bei der Nominatform als auch bei anderen geographischen Unterarten des Rotkehlchens festgestellt. Beim Rotkehlchen gibt es keinen Geschlechtsdimorphismus.

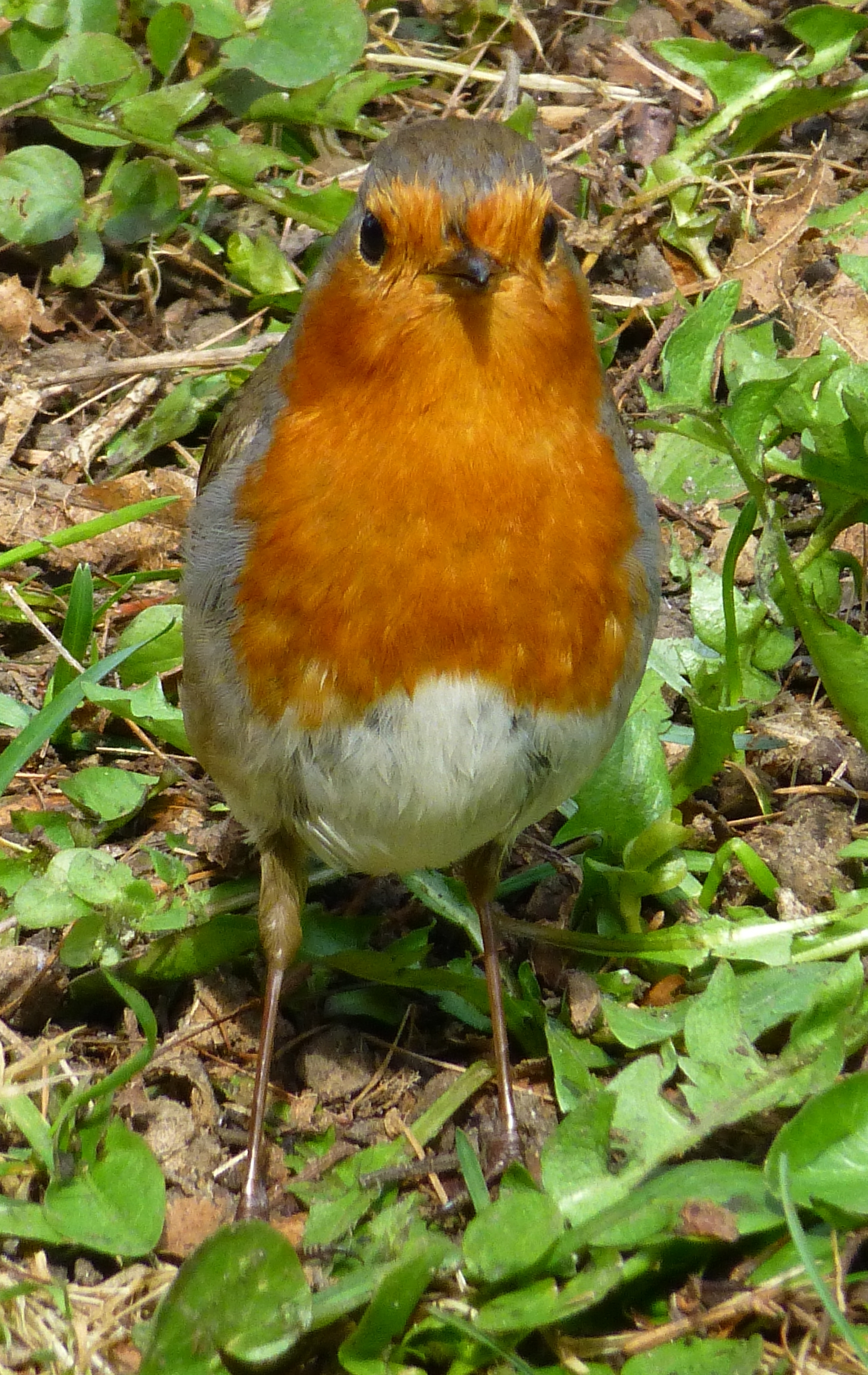
Rotkehlchen mit besonders ausgeprägter keilförmiger Stirn-Musterung

Das dunkelbraune, rahmfarben gefleckte Gefieder der Jungvögel ist ohne Rot. Die olivbraune Oberseite weist hellockergelbe Flecken und schwärzliche Endsäume auf. Die rötlich rahmgelbe Unterseite zeigt auch schwarze Federsäume. An der Außenfahne finden sich die gelben Spitzenflecken. Die Füße sind rosagelblich. Innerhalb von vier Monaten, also ab Anfang September, erfolgt bei Jungvögeln die Pneumatisierung der Knochen, das heißt, die Bildung hohler luftgefüllter Knochen. Das Jahreskleid der Jungvögel ist bei Männchen und Weibchen gleich. Der Nestling ist blassrot gefärbt. Die Unterseite ist dunkelrot, die Daunen auf Scheitel und Schulter sind schwarz. Sie sind 10 bis 11 mm lang. Der kugelige, schwarze Augapfel ist 4,3 mm groß. Der Schnabel ist hell fleischfarben und die Schnabelwülste gelblich. Das Schnabelinnere und der Rachenraum sind zitronengelb und ohne Zungenpunkte. Die Füße sind fleischfarben.

### Mauser
Die gesamte Vollmauser beansprucht einen Zeitraum von 80 bis 90 Tagen. Setzt die Mauser spät ein, dauert sie 60 bis 70 Tage. Die Vollmauser der ein- bis mehrjährigen Vögel findet von Anfang Juni/Anfang August bis Ende Juli/Ende September statt. Die Vermauserung sämtlicher Federn vollzieht sich annähernd zwischen dem Wechsel der ersten und der zehnten Handschwinge, so dass der Mauserzustand der Handschwingen als Bezugswert für die Beurteilung der Vermauserung der übrigen Federpartien dienen kann. Die Jugendmauser, eine Teilmauser, setzt ab der sechsten bis siebten Lebenswoche ein und dauert etwa 55 Tage. In Abhängigkeit vom Schlupfdatum findet sie von Mitte Juni bis Ende September statt.
Das Rotkehlchen neigt bei Gefahr oder Erschrecken durch Tiere zur Schreckmauser. Dabei werden meistens die Steuerfedern abgeworfen, die während der regulären Mauser eine Wachstumsdauer von 25 Tagen haben.

### Ähnliche Arten
Das Rotkehlchen unterscheidet sich vom Männchen des Zwergschnäppers vor allem durch seine Größe, die orangerote Stirn und das Fehlen einer weißen Zeichnung an der Schwanzwurzel. Von jungen Hausrotschwänzen unterscheiden sich die Jungvögel durch den dunkelbraunen statt rostroten Schwanz. Von jungen Nachtigallen unterscheiden sie sich durch eine hellere Unterseite und einen rotbraunen Schwanz sowie durch geringere Größe und kleineres Volumen.

## Stimme und Gesang

### Rufe und Kommunikation

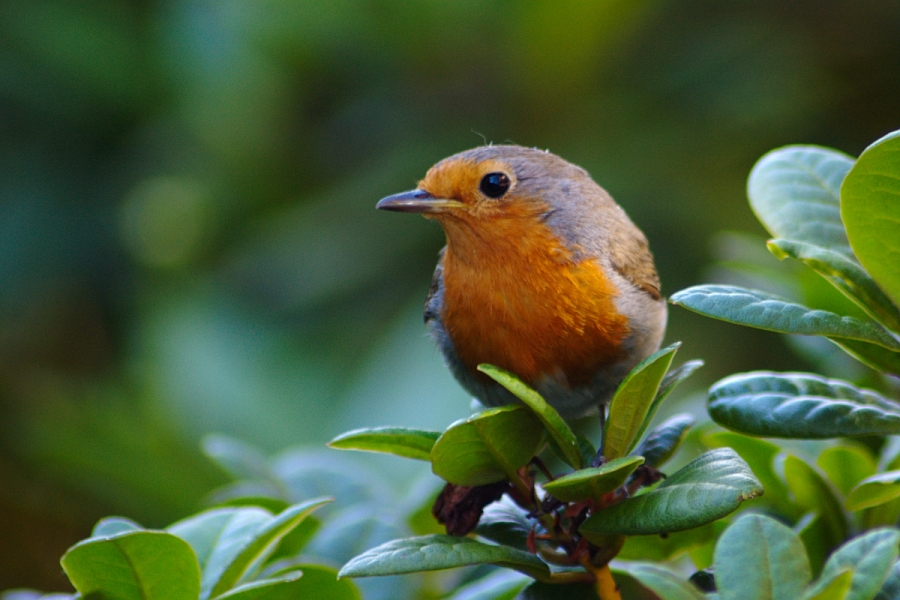
Rotkehlchen auf einer Singwarte

Das Rotkehlchen fällt am häufigsten durch seinen Alarm- und Störungsruf, das „Schnickern“ oder „Ticksen“, auf. Es handelt sich um eine Reihe von kräftigen, schnell wiederholten „Zik“-Elementen. Vor Luftfeinden warnt der Vogel mit einem gedehnten „Ziih“, bei einem Angriff auch mit dem trillernden Schreckruf „Zib“. Erkennt er eine Eule in seiner Nähe, ertönt der Warnruf „Ziib“. Ausgewachsene Vögel erhalten die Kommunikation untereinander mit dem Stimmfühlungsruf „Dib“ aufrecht, auf dem Zug auch mit einem Laut, der wie „Trietsch“ klingt. Aggressionen werden durch Schnabelklappen (Instrumentallaut) ausgedrückt.
Auch bei der Jungenaufzucht spielen Rufe eine wichtige Rolle. Da die Nestlinge sich bei Erschütterungen des Nestes nicht rühren, löst erst ein leise schnatternder Fütterruf des Altvogels das Aufsperren der Schnäbel aus. Ab dem siebten Tag geben die Jungvögel zwitschernde Bettellaute von sich. Flügge Junge betteln mit einem lauten „Zit“.

### Gesang und Gesangsverhalten

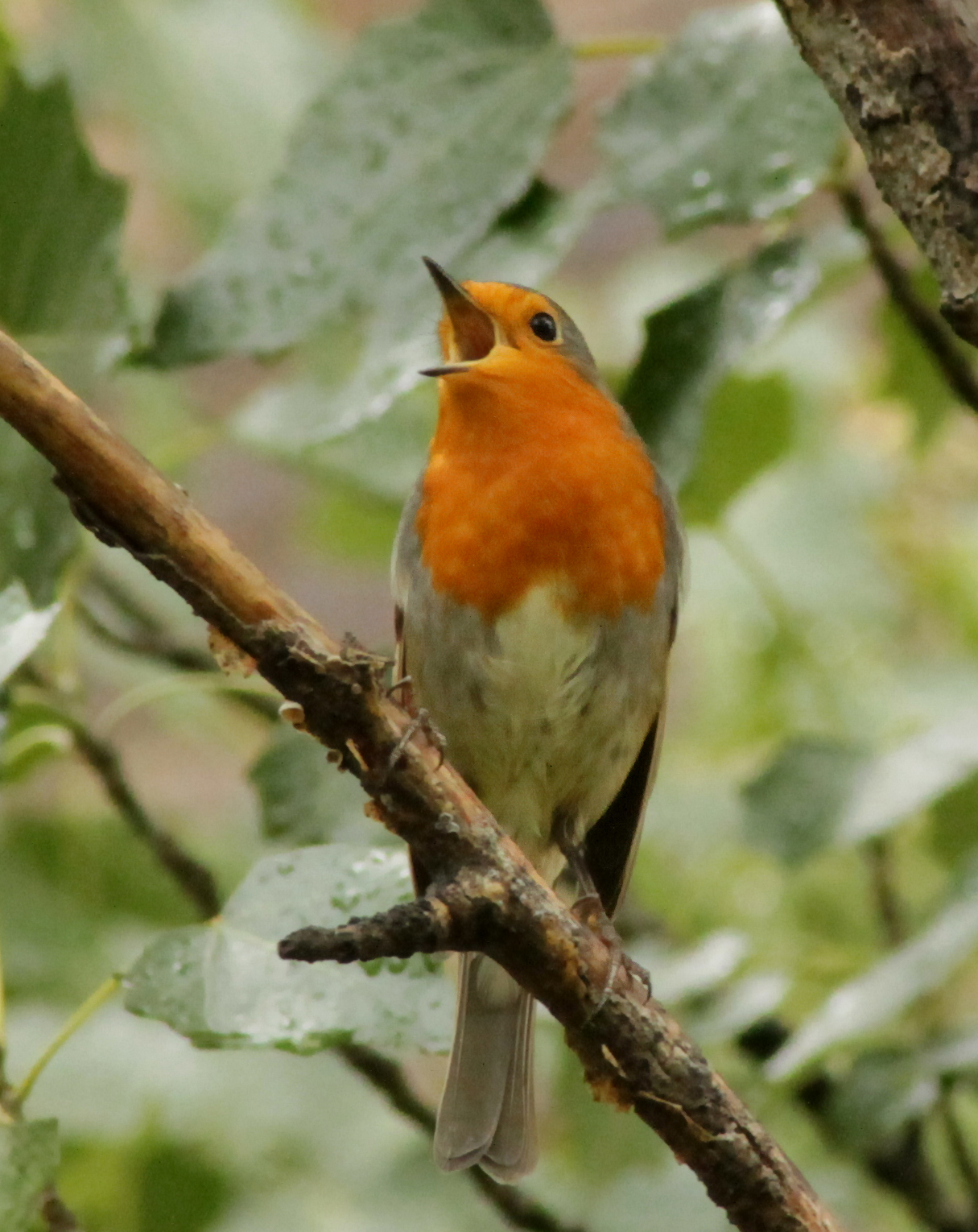
Rotkehlchen singt

Der Gesang des Rotkehlchens ist mit 275 nachgewiesenen, sich fortlaufend ändernden Motiven äußerst variabel. Er wird mit vorgestreckter, das Rot betonender Brust, in der Regel von einer hohen Singwarte aus, vorgetragen. Er beginnt etwa eine Stunde vor Sonnenaufgang und ist noch eine gute Zeit nach Sonnenuntergang zu hören, hauptsächlich jedoch während der Dämmerung. Rotkehlchen singen mit Ausnahme der Mauserzeit das ganze Jahr über. Bei den mitteleuropäischen Vögeln nimmt im Frühjahr die Gesangsaktivität zu; im Winter lässt sie bei den überwinternden Exemplaren merklich nach. Im Gegensatz dazu singen nord- und nordosteuropäische Vögel selbst im mitteleuropäischen Hochwinter intensiv, wenn es nicht zu kalt wird. Während das Weibchen in der Brutzeit seltener singt, steigt die Gesangskurve des Männchens gleichzeitig signifikant mit der Suche nach einer Partnerin an. Hat sich ein Paar gefunden, hört das Männchen vorübergehend fast völlig zu singen auf.
Der Revieranzeigegesang wird normalerweise mit perlenden reinen Tönen und Trillern eingeleitet und fällt gegen Ende langsam ab; hohe metallische Töne werden oft dazwischen eingeschoben. Häufig sind in die 2,5 Sekunden langen Strophen auch undeutliche Imitationsphrasen eingelegt. Auf den Menschen wirkt der Reviergesang lieblich und schwermütig melodiös. Ist das Rotkehlchen hochgradig erregt, verdeutlicht es seinen Willen zur Eskalation durch übertönendes oder störendes Singen. Dabei wechselt das Gesangsmuster zu einer fast durchgängigen, niedrigen Gesangsamplitude, die als „Zwitschern“ bezeichnet wird. Dieser Antwortgesang zwischen revierbesitzenden Nachbarn ändert sich mit der Zeit gewöhnlich dahingehend, dass dem Zwitschergesang zunehmend weniger Aufmerksamkeit beigemessen wird. Der Balzgesang richtet sich an Weibchen, die möglicherweise am Revier vorüberziehen. Er lässt jedoch abrupt nach, wenn eine Verpaarung zustande kommt. Erfolgt jedoch gleich darauf wieder die Trennung, kann er innerhalb von Stunden in alter Stärke wieder ertönen.
Insbesondere wenn das Risiko einer Kopulation durch ein fremdes Männchen am höchsten ist, verstärkt der verpaarte Revierbesitzer den Gesang, um Eindringlingen seine Präsenz, Aufmerksamkeit und Aggression zu zeigen. Nochmals steigert es das Singen, wenn das Nest fertig und das Gelege komplett ist. Bleibt der Eindringling dennoch im Revier des Sängers, können die Kontrahenten mitunter eine Lautstärke von 100 Dezibel erreichen. Meist hört der Unterlegene mit dem Singen auf, hält sich noch eine kurze Zeit lang stumm in dem Gebiet auf und zieht schließlich ab.
Fremde Stimmen werden häufiger als der Gesang des Nachbarn gestört und übertönt. Die nach Niederschlägen angestiegene Luftfeuchtigkeit und Nebel fördern die Gesangsaktivität, starker Regen lässt die Vögel jedoch verstummen. Das Rotkehlchen singt manchmal mitten in der Nacht, insbesondere wenn der Mond hell scheint oder sich eine Beleuchtungsquelle (Straßenlampen, Fenster) in der Nähe befindet. Es singt auch, wenn es bei der Beringungsprozedur in einen dunklen Beutel gesteckt wird oder eine Sonnenfinsternis erlebt. Nächtliches Singen urbaner Rotkehlchen auf Plätzen, die während des Tages laut sind, legt nahe, dass sie zu dieser stilleren Zeit singen, damit ihre Botschaft von der Umgebung klarer aufgenommen werden kann.
Das Weibchen singt während der Brutzeit leiser und seltener als das Männchen, verteidigt sein Winterrevier jedoch auch mit heftigem Gesang. Das Rotkehlchen kann die Stimmen seiner Artgenossen individuell erkennen. Bereits Jungvögel können die Stimmen anderer Vögel imitieren. Als gute Spötter können sie in ihrem Lied unter anderem Nachahmungen von folgenden Vögeln hören lassen: Kohlmeise, Amsel, Trauerschnäpper, Blau-, Tannen-, Hauben- und Weidenmeise, Buchfink, Zilpzalp, Fitis, Heckenbraunelle, Goldammer, Feldlerche und Mönchsgrasmücke.

## Verbreitung und Lebensraum

Verbreitung des Rotkehlchens:
Brutgebiete
Ganzjähriges Vorkommen
Überwinterungsgebiete
Population wahrscheinlich erloschen & Eingeführt

Das Rotkehlchen ist in der borealen, gemäßigten und mediterranen Zone der westlichen Paläarktis, das heißt in Nordafrika, Europa und Kleinasien und auf den Mittelmeerinseln verbreitet. Es fehlt im nördlichen Skandinavien, in Island, auf der Halbinsel Krim und einigen Gebieten Spaniens, teilweise auch an der französischen Mittelmeerküste. Selten ist es im Kaukasus, in Turkestan und im westlichen Sibirien zu finden. In wärmeren Teilen des Verbreitungsgebiets, also in West-, Süd- und Mitteleuropa sowie auf den britischen Inseln, ist das Rotkehlchen ein Standvogel. In West- und Mitteleuropa ziehen einige Exemplare der Population jedoch als Kurzstreckenzieher und Teilzieher im Winterhalbjahr über kurze und mittlere Strecken.

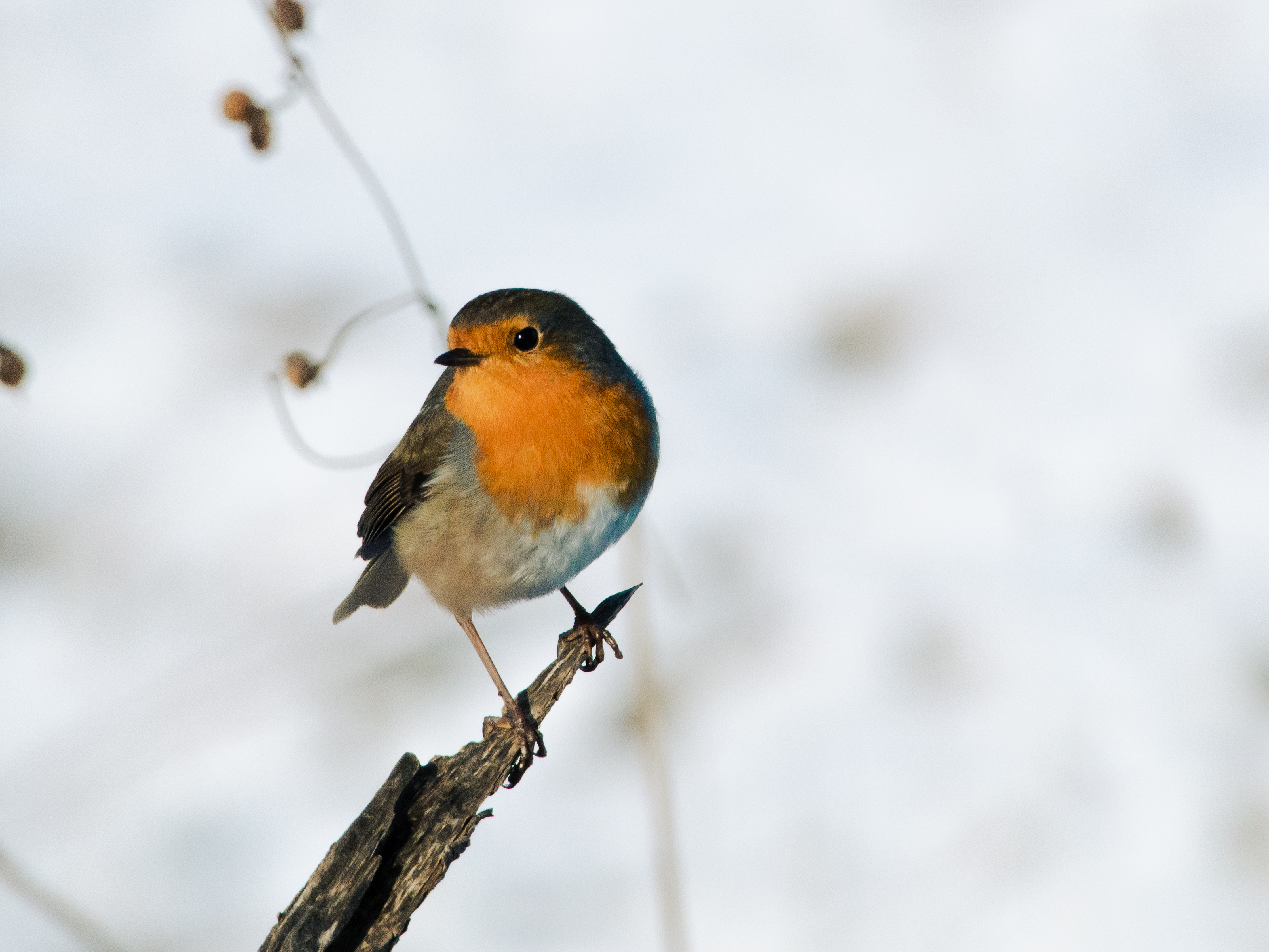
Überwinterndes Rotkehlchen

Die Rotkehlchen-Populationen im Norden und im Osten Europas sind Zugvögel, die im Mittelmeerraum und im Nahen Osten überwintern. Sie ziehen im Oktober fort und kehren im März zurück. Der Durchzugsgipfel liegt in der Schweiz, am Bodensee, in Norddeutschland und in Ostösterreich Ende September / Anfang Oktober. Danach nehmen die Fangzahlen bis Anfang November kontinuierlich ab.
Das Rotkehlchen lebt ursprünglich in Auwäldern, Laub-, Misch- und Nadelwäldern, sofern die Krautschicht nicht zu dicht und eine reichhaltige Bodenfauna vorhanden ist. Es ist auch im Gebüsch, in Hecken und im Unterholz zu finden. Häufig lebt es in einem wassernahen Gebiet. Das Rotkehlchen zieht schattige und relativ feuchte Gebiete trockenen und heißen Arealen vor. Im Gebirge ist es bis in 2600 m Höhe zu finden. Auch Parks, Friedhöfe, Feldgehölze und Gärten zählen zu seinem Lebensraum.

## Lebensweise

### Nahrung und Nahrungserwerb

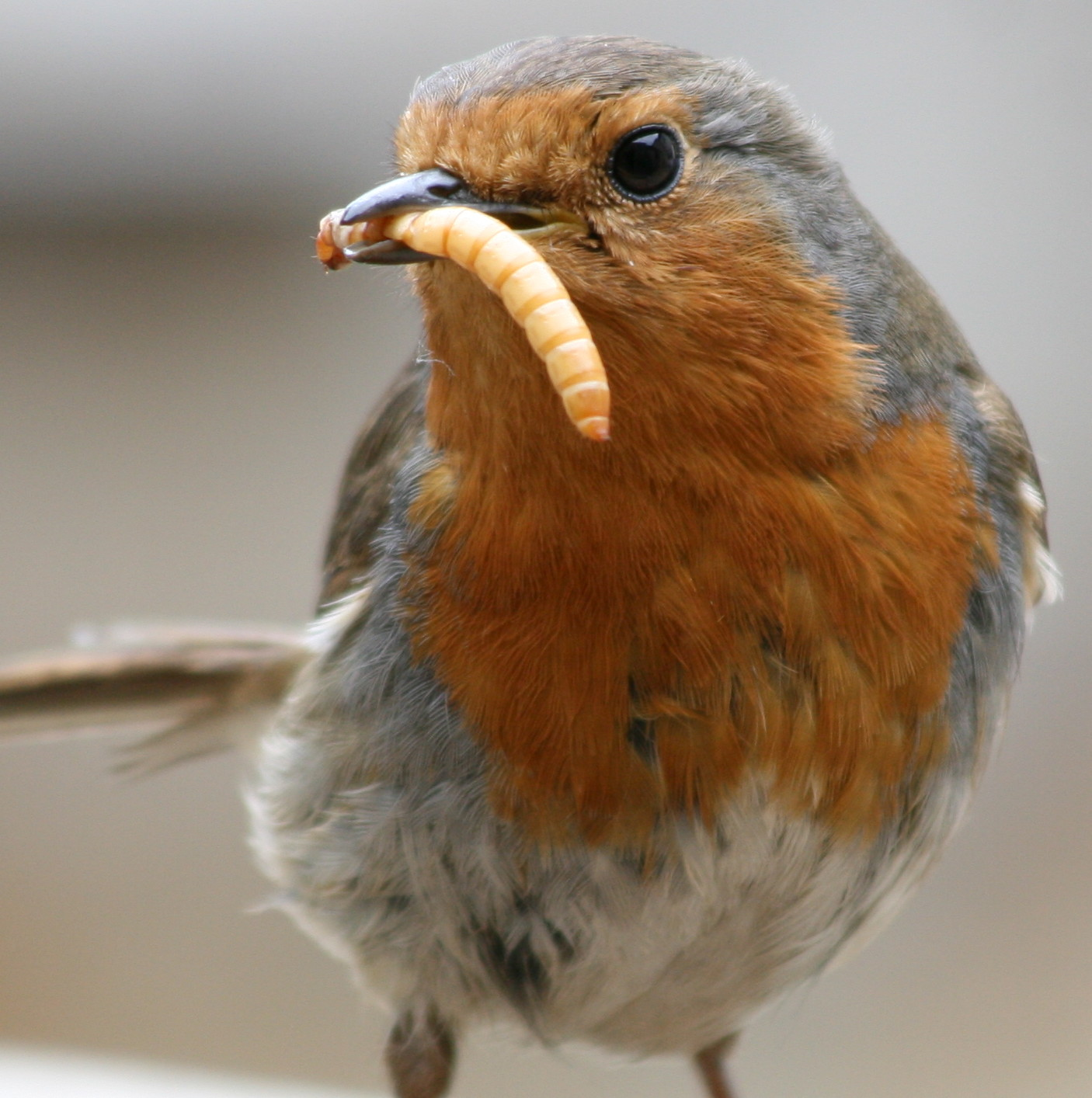
Rotkehlchen mit Mehlkäferlarve im Schnabel

Das Rotkehlchen ernährt sich hauptsächlich von Insekten, kleinen Spinnen und kleinen Regenwürmern. Ergänzend nimmt es Früchte und weiche Samen zu sich, darunter das Rotkehlchenbrot, Beeren (beispielsweise Mehlbeeren), Seidelbast und Liguster. Dabei behalten etwa 80 Prozent der aufgenommenen Beerensamen ihre Keimfähigkeit. Während der Brutzeit ist die Nahrung fast ausnahmslos aus tierischen Bestandteilen zusammengesetzt. Im Spätsommer, Herbst und Winter wird sie durch pflanzliche Nahrung ergänzt. Während der Zugzeit geht der Anteil pflanzlicher Nahrung jedoch stark zurück.
Zur Nahrungssuche bewegt sich das Rotkehlchen in kleinen Sprüngen auf der Erde vorwärts, selten werden kurze Schritte gemacht. Durch Umdrehen und Ablesen des Laubes, seltener von Stämmen oder Ästen, oder durch die Ansitzjagd mit anschließendem Hinunterstoßen kann es Insekten erreichen. Das Rotkehlchen ergreift auch gern die Beute, wenn Nahrungstiere von anderen Tieren freigelegt oder aufgescheucht werden oder andere Vögel sie von Bäumen herunterfallen lassen. Kleine Steine werden zur Verdauungsförderung aufgenommen, unverdauliche Teile wie Chitin als Gewölle in länglichen Ballen hervorgewürgt.
Im Winter ernährt sich das Rotkehlchen häufig an Futterhäuschen, wo es Fettnahrung wie Fettfutter und Körner vorzieht. Zudem versuchen urbane Rotkehlchen, offen gelagerte Lebensmittel zu erreichen. Beobachtungen zufolge zerpicken sie Alufolie, um an Milch oder Butter zu kommen. Es wurden schon Rotkehlchen beobachtet, wie sie in seichten Gewässern erfolgreich Wasserinsekten und Fische fingen.

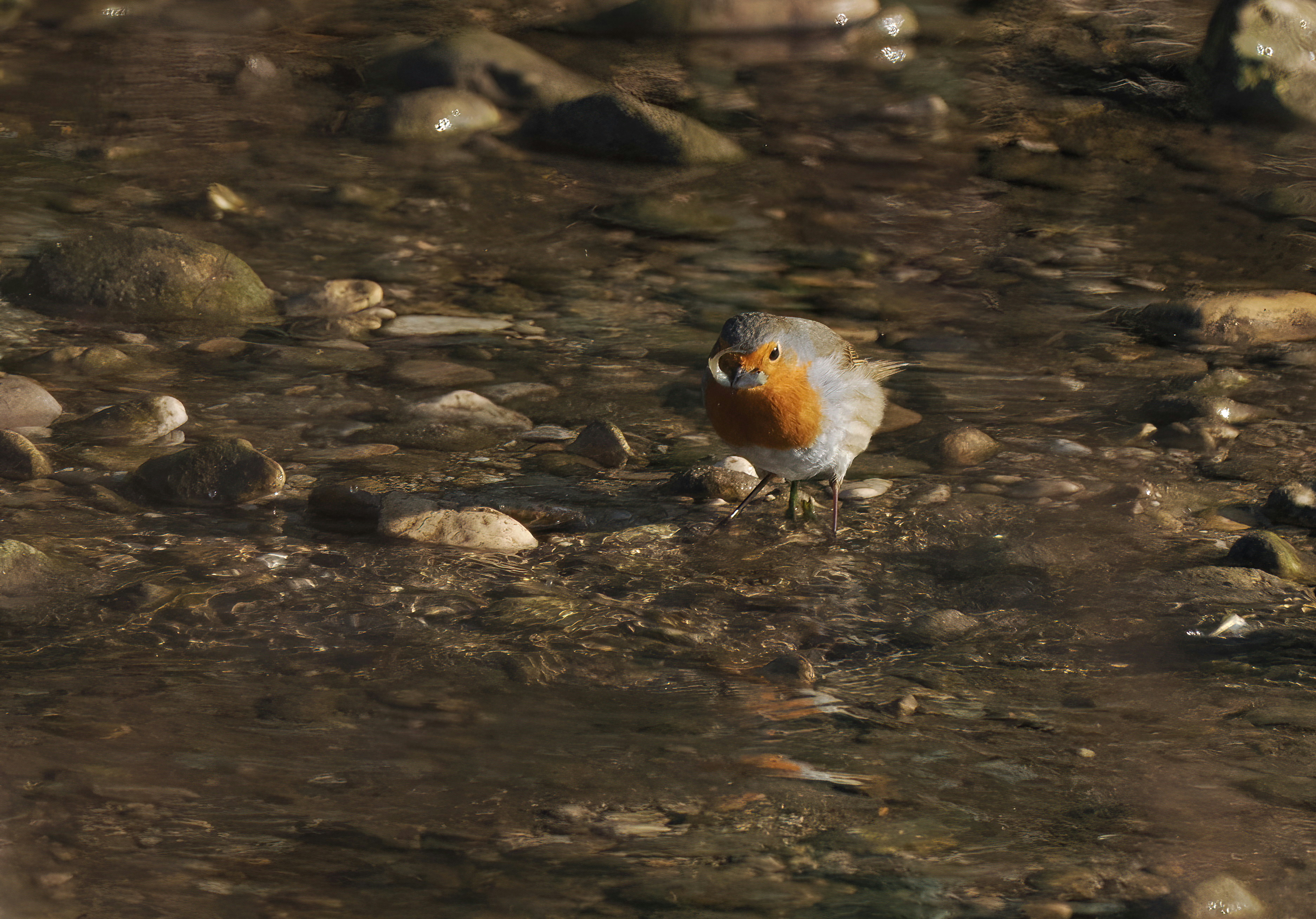
Rotkehlchen mit Fisch im Schnabel

### Aktivität, Komfortverhalten
Das Rotkehlchen ist normalerweise tag- und dämmerungsaktiv, teilweise aber auch nachtaktiv. Seine Aktivität setzt eine Stunde vor Sonnenaufgang ein und endet meist eine Stunde nach Sonnenuntergang. Das Rotkehlchen übernachtet im Regelfall einzeln, gewöhnlich versteckt in dichtem Gebüsch; in strengen Wintern sucht es jedoch auch Hühnerställe, Taubenschläge und ähnliches auf. Selten schläft es in menschlichen Behausungen, auf Lampen oder ähnlichem.

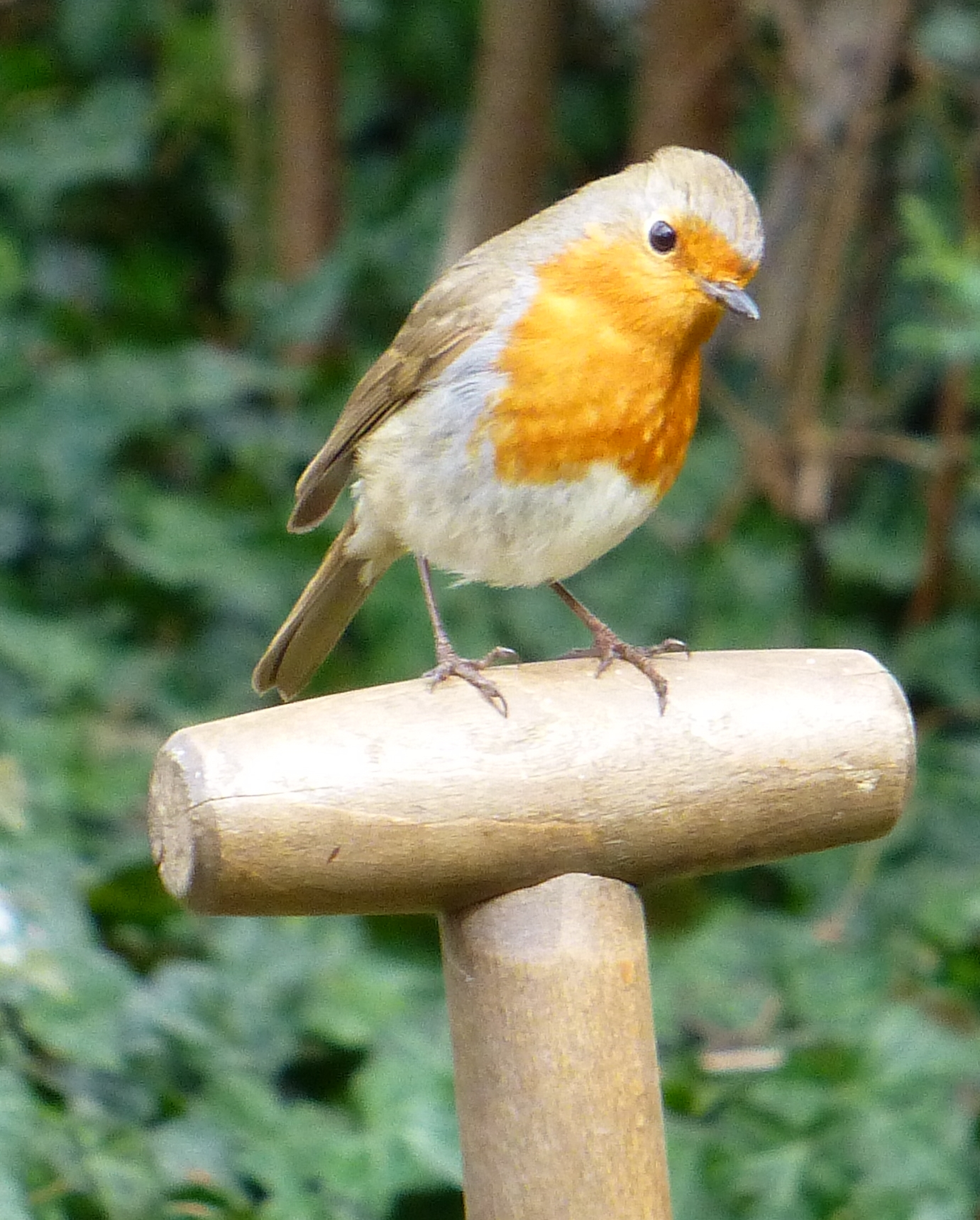
Das Rotkehlchen folgt dem Gärtner bei der Nahrungssuche mit geringer Fluchtdistanz von bis zu 0,5 m.

Zu allen Jahreszeiten badet das Rotkehlchen sehr gerne. Morgens wäscht es das Gefieder flügelschlagend an tau- oder regennassen Blättern, um sich anschließend kräftig zu schütteln und zu putzen. Dabei bedient es sich auch der Technik des Einemsens, indem es einzelne Ameisen mit dem Schnabel aufliest und durch das Gefieder zieht. Beim Sonnen kauert es mit geöffnetem Schnabel, meistens auf dem Boden, aber auch auf Ästen liegend. Abends zieht es das Bad an flachen Uferstellen oder an Tränken vor. Im Winter badet das Rotkehlchen notfalls auf dem Eis.
Das Rotkehlchen meidet vegetationslose Flächen nach Möglichkeit. Es fliegt daher dicht über dem Boden irgendeinem Versteck direkt entgegen. Aufgrund seiner geringen Fluchtdistanz wagt es sich bis auf einen Meter an größere Tiere heran, die es aktiv aufsucht, weil sich oft Insekten in deren Nähe befinden. Pätzold vermutet, dass die Altvögel bereits ihre Jungen an große Tiere heranführen.
Das Rotkehlchen ist ein Nachtzieher und zeigt nach Fängen in den Alpen seine höchste Zugaktivität vor Mitternacht. Beim Rotkehlchen treten frühmorgendliche Einfälle auf. Das bedeutet, dass sich im ersten Dämmerschein plötzlich Schwärme aus großer Höhe aus dem Himmel fallen lassen. Erst wenig über dem Erdboden wird der Flug in die Horizontale umgelenkt und die nächste Deckung aufgesucht. Ornithologen fangen das Rotkehlchen daher fast ausschließlich in den frühen Morgenstunden. Laut Pätzold kann es nachts im Mondlicht oder in der Nähe künstlicher Lichtquellen auf Insektenjagd gehen.

### Territorialverhalten

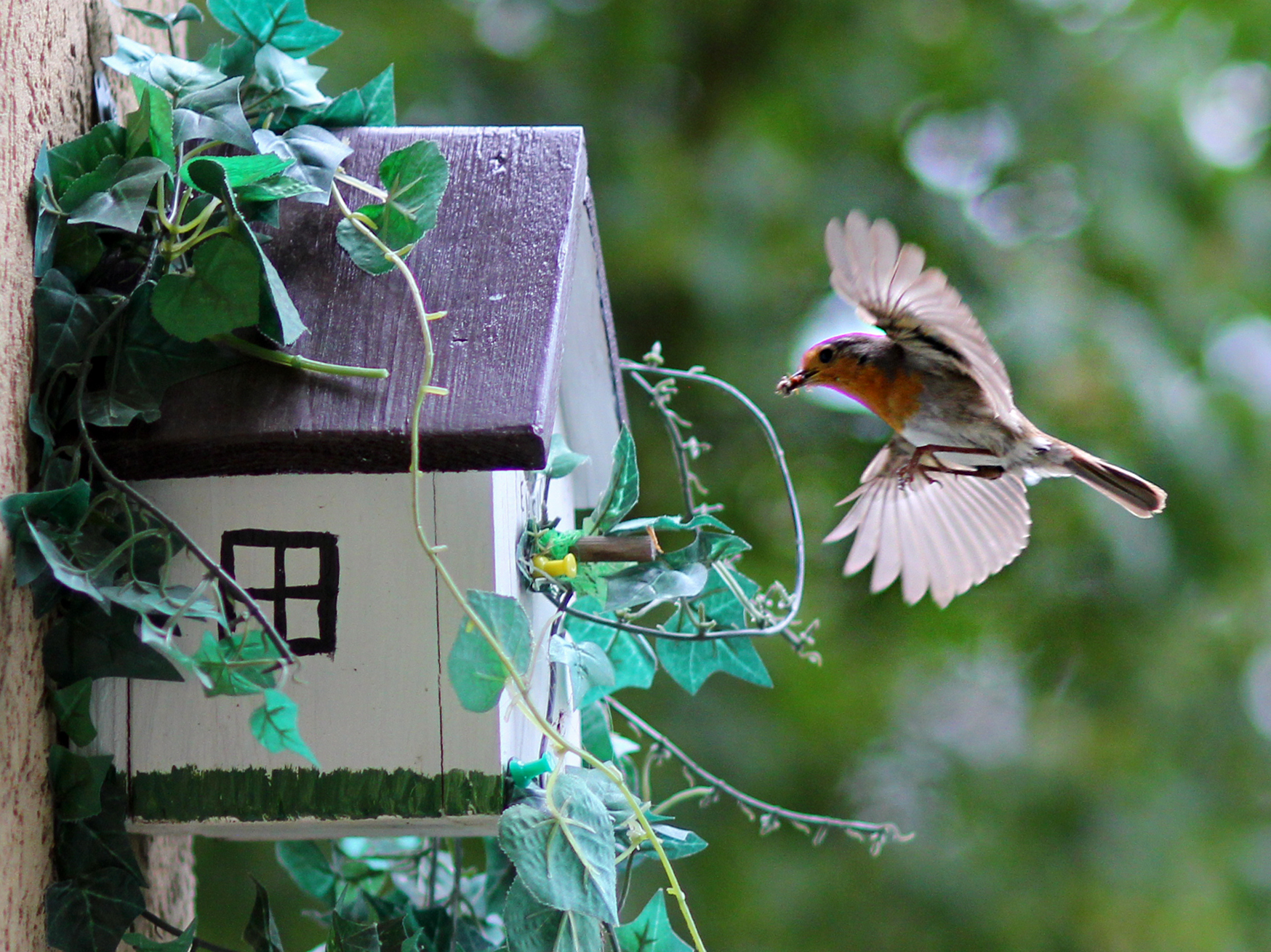
Anflug zum Nistkasten

Im Winter besetzen Männchen und Weibchen getrennte Reviere; während der Brutzeit leben sie in der Regel als Revierpaar in einem Gebiet. In vielen Fällen gibt das Weibchen bereits im Januar sein Herbstrevier auf, um sich mit dem benachbarten Männchen zu paaren. Oft sucht es jedoch aktiv einen weiter entfernten Partner. Regelmäßig treten Fälle auf, in denen Paare nach wenigen Tagen bis Wochen wieder auseinandergehen. Die bei der Verteidigung des Reviers aufgewendete Intensität der Aggression kann von Region zu Region variieren. In Mitteleuropa verhalten sich viele Exemplare das ganze Jahr über streng standorttreu. Ein Eindringling, der lediglich Nahrung sucht, wird oft geduldet. Teilweise werden auch Gruppen akzeptiert, die in einem fremden Revier einem wühlenden Schwein folgen. Am Futterhäuschen wird jeder andere Vogel, ob Artgenosse oder nicht, energisch vertrieben.
Das Revierverhalten des Rotkehlchens ist sehr ausgeprägt. Aggressionen gegen Rivalen kommen zunächst im Reviergesang zum Ausdruck. Bleibt dies erfolglos, hebt der Verteidiger den Schwanz, breitet die Flügel aus und plustert sich auf, so dass er mit dem orangeroten Gefieder zwischen Stirn und Hinterbrust den Eindringling erregt. Gibt keiner der Kontrahenten nach, verkrallen sich beide ineinander und versuchen, den Gegner am Boden festzuhalten und ihm die Augen auszuhacken. Solche Kämpfe dauern in der Regel 30 Minuten, können manchmal jedoch erst nach Stunden entschieden sein. Diese zum Teil erbitterten Auseinandersetzungen können sogar den Tod des Rivalen zur Folge haben. In der Brutzeit fliegen verpaarte Männchen ihr Revier häufiger ab, wenn das Weibchen in seine befruchtungsfähige Periode eintritt. Die Bereitschaft zu Angriffen ist bei verpaarten Männchen deutlich höher, da benachbarte Männchen anscheinend versuchen, unbeaufsichtigte Weibchen zu begatten.
Da es in der Population mehr Männchen als Weibchen gibt, bleiben etwa 20 Prozent der Männchen ohne Partner. Nicht brütende Männchen, die teilweise kein Revier gründen, haben oft gemeinsame Schlafplätze. Die Gruppen setzen sich aus meist wenigen, manchmal aber bis zu 35 Rotkehlchen zusammen, die tief im Gebüsch übernachten. In einigen Fällen setzen sich die Schlafgemeinschaften auch aus Revierinhabern zusammen. In diesem Fall geht die Gruppe lange vor Sonnenaufgang auseinander, um in manchmal kilometerweit entfernte Reviere zurückzukehren.
Die Siedlungsdichte liegt ungefähr bei vier Brutpaaren auf zehn Hektar. Im Laubwald liegt sie mit vier Brutpaaren auf zehn Hektar im Mittelfeld, im nadelbetonten Mischwald können sogar 6,6 Brutpaare auf zehn Hektar gemessen werden. Im Wald mit vermoorten Senken sind 2,6 Brutpaare auf zehn Hektar festzustellen. An diese Werte reicht die Siedlungsdichte im Ackerland mit 0,6 Brutpaaren auf zehn Hektar nicht heran. Die Siedlungsdichte, für die Werte von 0,38 Hektar und 14,29 Hektar pro Brutpaar – im Durchschnitt 2,5 Hektar pro Brutpaar – ermittelt wurden, ist weitgehend unabhängig von der Reviergröße, die in Mitteleuropa zwischen 0,024 und 0,1 Hektar liegt. Bei hohen Siedlungsdichten grenzen die Reviere direkt aneinander. Laut Pätzold beträgt die Größe mitteleuropäischer Reviere durchschnittlich 600 bis 700 Quadratmeter. Das kleinste Revier stellte er in einem Garten mit 240 Quadratmetern fest. In der Dresdner Heide fand er das größte Revier mit 1000 Quadratmetern.

## Brutbiologie

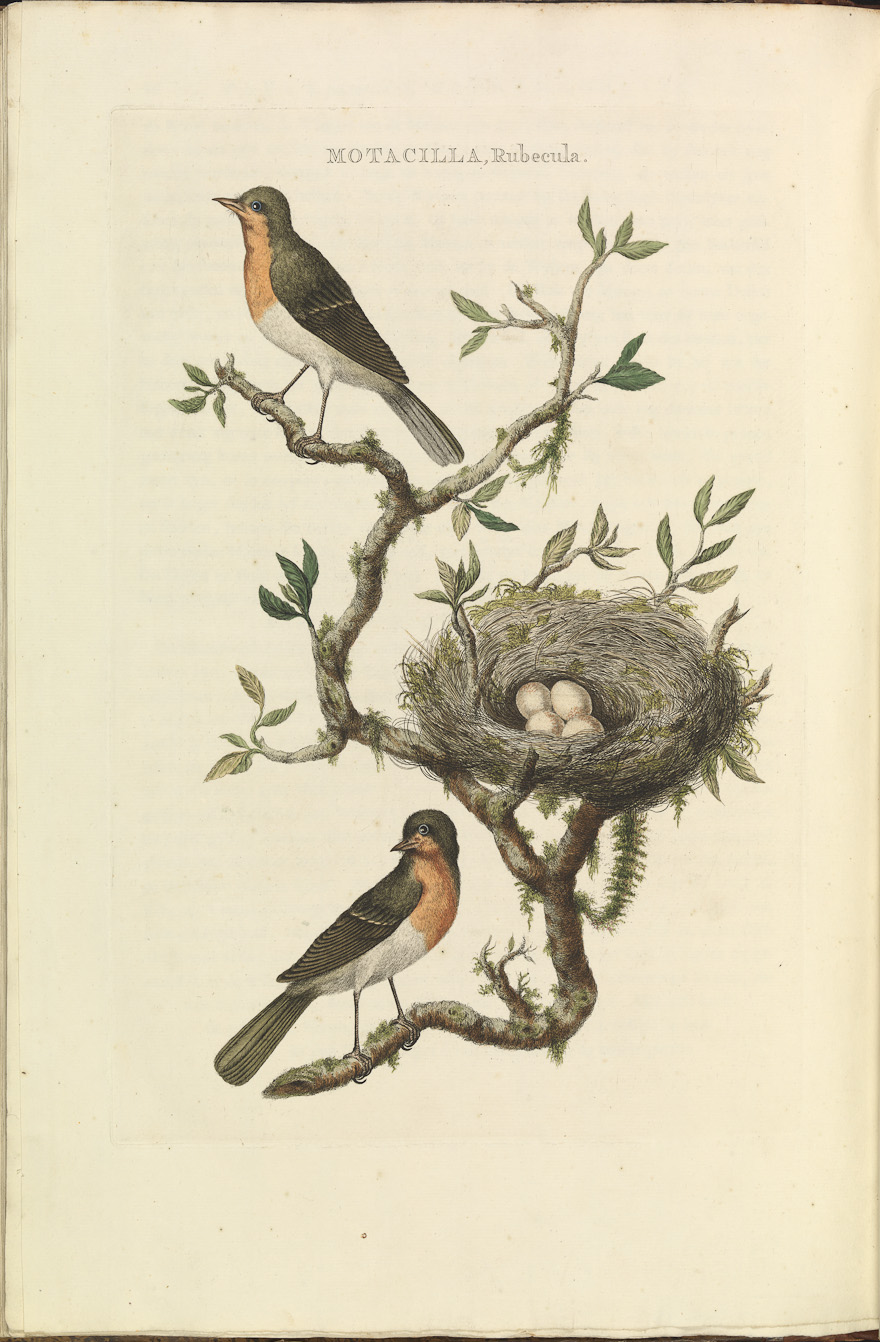
Rotkehlchen in Nederlandsche Vogelen 1750

Das Rotkehlchen erreicht die Geschlechtsreife im ersten Lebensjahr. Es führt eine monogame Brutehe. In West-, Süd- und Mitteleuropa finden ziehende Männchen nur halb so oft ein Weibchen wie Überwinterer. Der Legebeginn fällt frühestens in die erste Märzhälfte, in Mitteleuropa aber meistens in den April. Zwei bis drei Jahresbruten sind möglich, wobei Drittbruten eine seltene Ausnahme bilden. Die Brutzeit zieht sich somit von Mitte März/Anfang April bis Juli/August hin.

### Paarbildung und Balz
Nachdem ein Weibchen im Winter sein Revier verlassen hat, fliegt es in das Revier eines von ihm ausgewählten Männchens ein und sucht seine Nähe. Anfänglich stößt das Weibchen auf die Abwehr des Männchens, das es durch sein Imponiergehabe einschüchtern will. Dazu zeigt es mit angehobenem Kopf die rote Brust und schaukelt seinen Körper hin und her. Zudem trippelt es mit hochgestelltem Schwanz zur Seite und lässt einen heftigen Gesang hören. Daraufhin zeigt das Weibchen Infantilismus, um das Männchen durch Betteln, aber auch Zittern des Schwanzes und der Flügel zu beruhigen. Dabei lässt es mit gebeugtem Kopf einen leisen Gesang hören, bis es schließlich ins Gebüsch fliegt. Dieses Ritual wiederholt sich oft tagelang. Nachdem das Imponiergehabe nachgelassen und schließlich ganz aufgehört hat, verteidigt das Paar sein Revier gemeinsam.
Die Balz wird durch das „Futterbetteln“ des Weibchens eingeleitet. Dabei stößt es einen scharfen Laut aus und zittert mit den Flügeln. Es stellt sich nun dem Männchen gegenüber, indem es sich mit vorgestrecktem Kopf und herunterhängenden, zitternden Flügeln leicht duckt, den Schwanz leicht nach seitlich oben gestellt. Je stärker die Schräghaltung ausgeführt wird, desto größer ist die Bereitschaft zur Kopulation. Dazu springt das Männchen ohne Überleitung mit gesträubten Kopffedern auf, hält mit schlagenden Flügeln das Gleichgewicht und vollzieht die kurze Begattung, die auch unabhängig vom Fütterungsritual durchgeführt wird. Die Balz erfolgt mehrere Male am Tag sowohl kurz vor als auch während des Nestbaues und bis zur Ablage des letzten Eies.

### Nestbau

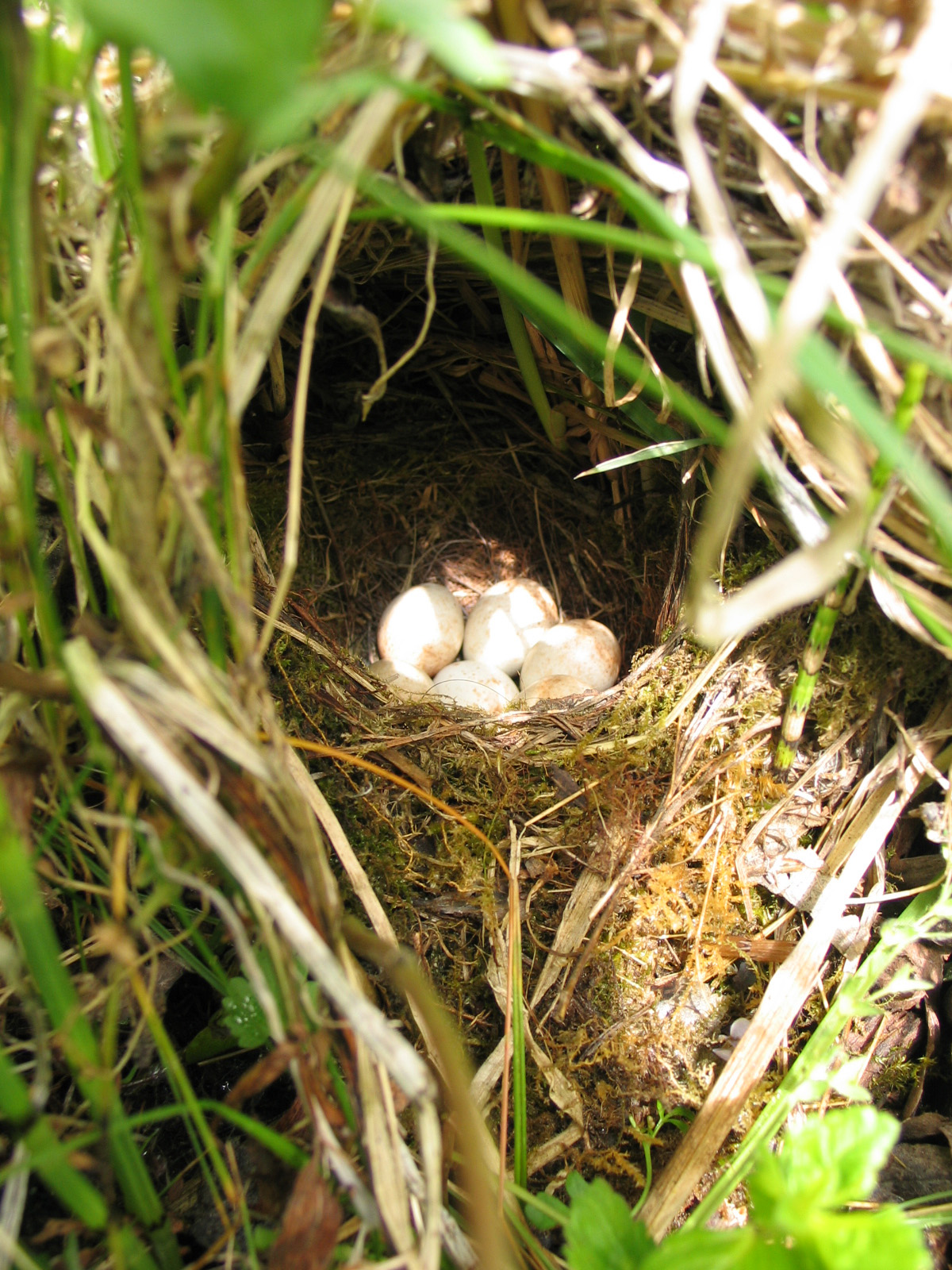
Gelege mit sechs Eiern

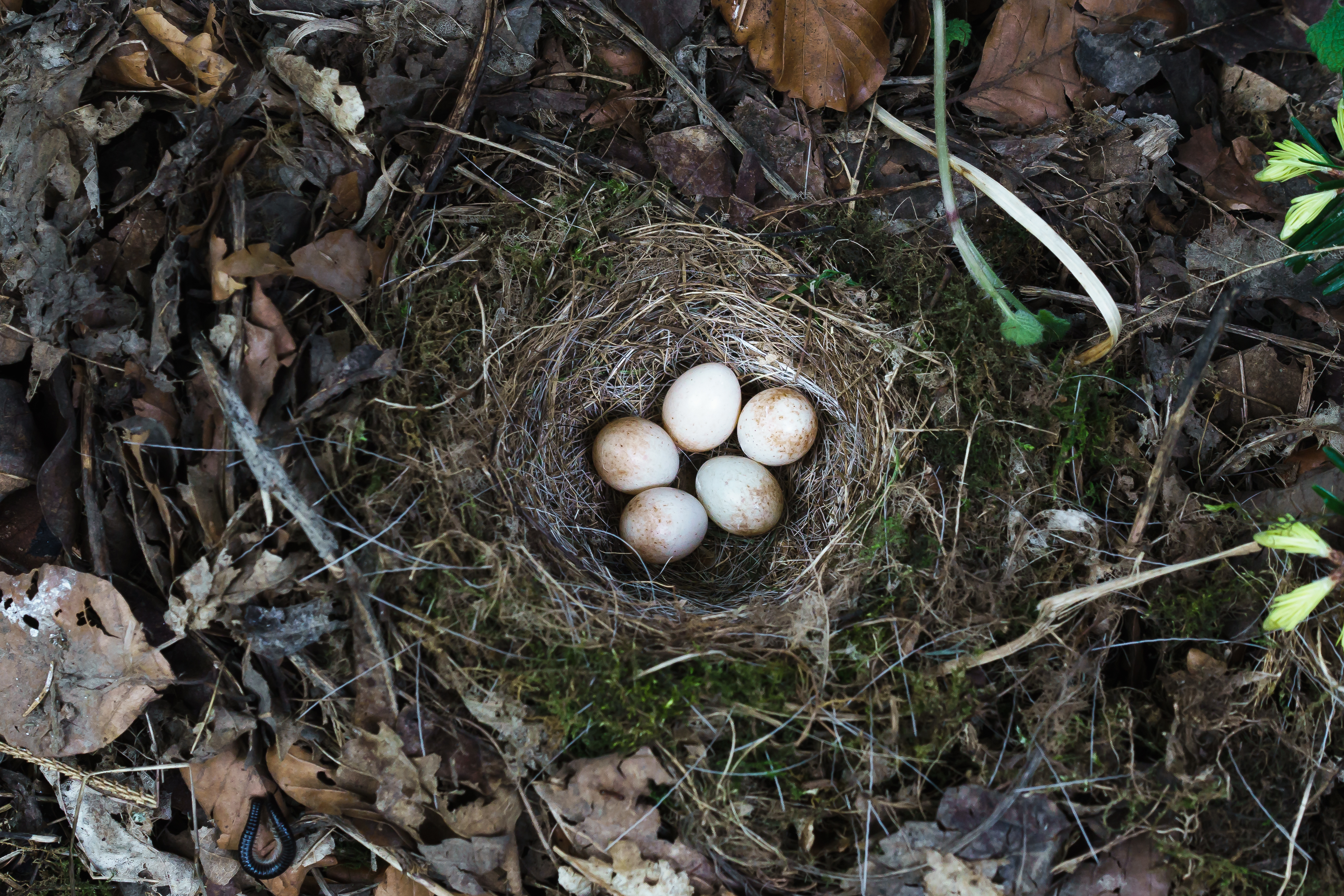
Bodennest des Rotkehlchen

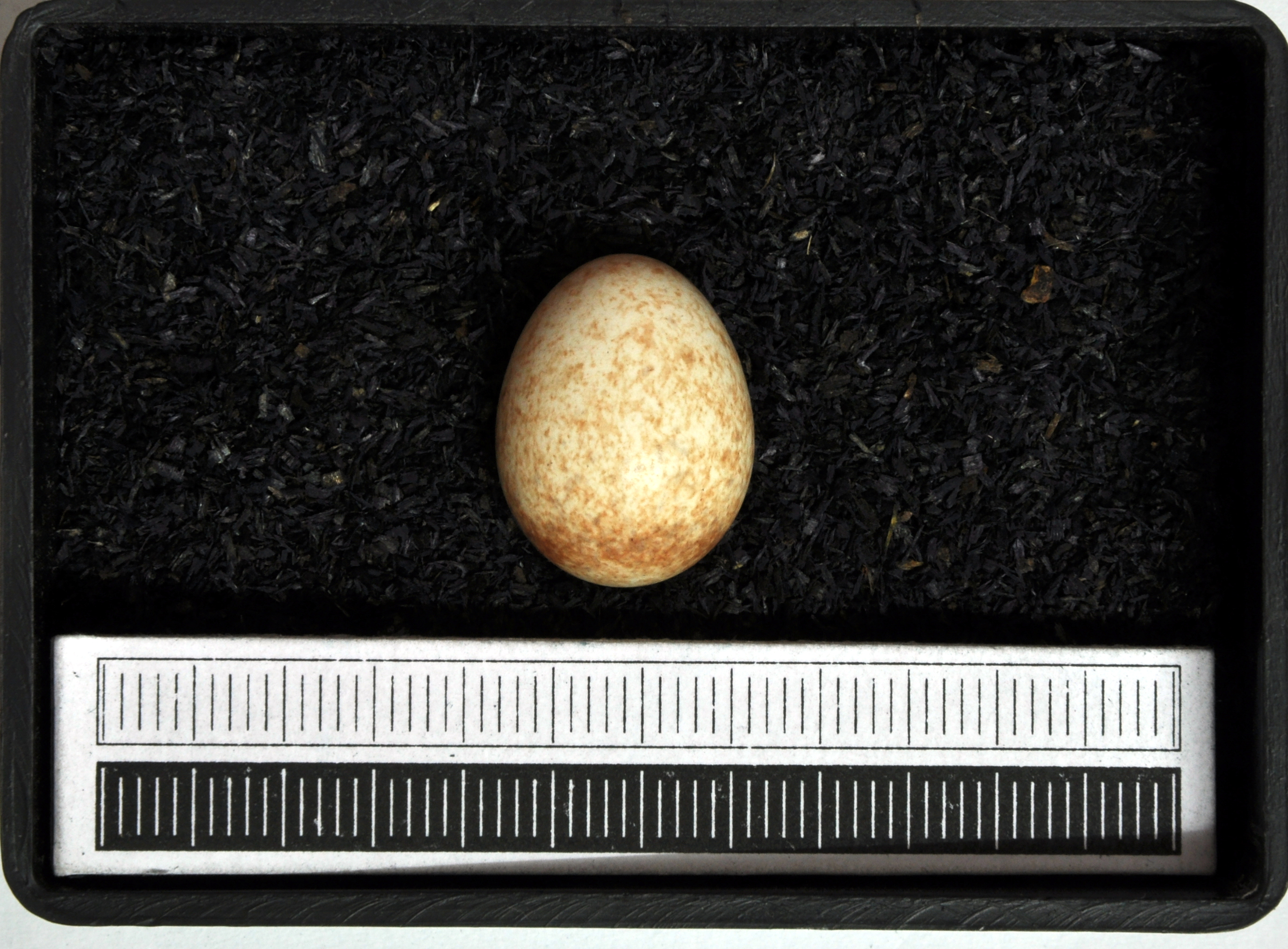
Gelege, Coll. Museum Wiesbaden

Der gegen Regen geschützte Nistplatz wird vom Weibchen bestimmt, das in den ersten beiden Tagen am intensivsten daran baut. Das offene, napfförmige Nest befindet sich meistens in Bodenvertiefungen, in Halbhöhlen an Böschungen, im Wurzelwerk am Boden, unter Gestrüpp oder in hohlen Baumstümpfen. Gelegentlich wird es in Baumhöhlungen, Mauerlöchern oder anderen Höhlen angelegt. Bei einer Untersuchung im Rheinland befanden sich 74 Prozent der Bodennester in Böschungen, 22 Prozent auf ebener Erde und vier Prozent in Dosen und Töpfen. Bei Untersuchungen in der Schweiz befanden sich 73,7 % der Nester am Boden, von den 86 Nestern über dem Boden befanden sich unter anderem 22 % an Baumstämmen bis in sechs Meter Höhe, 31 % in Mauern bis in vier Meter Höhe, 21 % in Nisthilfen bis in 7,5 m Höhe und 14 % an Gebäuden. Zum Nestbau werden vor allem trockenes Laub, Moos, Stängel, Halme und feine Wurzeln genutzt. Ausgepolstert wird das Nest mit Tierhaaren, Pflanzenwolle und Federn. Es hat einen Durchmesser von etwa 13 cm und eine Höhe von etwa 4,5 cm; bei einer Tiefe von etwa drei Zentimetern beträgt der Durchmesser der Nestmulde etwa fünf Zentimeter. Je nach Größe schwankt das Gewicht zwischen 16 und 44 Gramm. Die Nestbaudauer beträgt vier bis fünf Tage. Während dieser Zeit singt das Männchen von einer hohen Singwarte, die sich über dem Weibchen befindet. Das Rotkehlchen verwendet für seine zweite Brut nicht noch einmal dasselbe Nest.
Oft verwendet das Rotkehlchen auch alte Nester von Amseln, Singdrosseln, Goldammern, Waldlaubsängern und anderen Vögeln. Weiterhin nimmt es Nischenbrüternistkästen mit zwei ovalen Einfluglöchern (32 × 50 mm²) an, die nicht allzu hoch hängen und erschütterungsfrei sind. Zudem werden an Schuttplätzen und auf Müllkippen Nester in Dosen, Töpfen, Eimern, Gießkannen oder Schuhen gebaut.

### Eiablage und Brutpflege

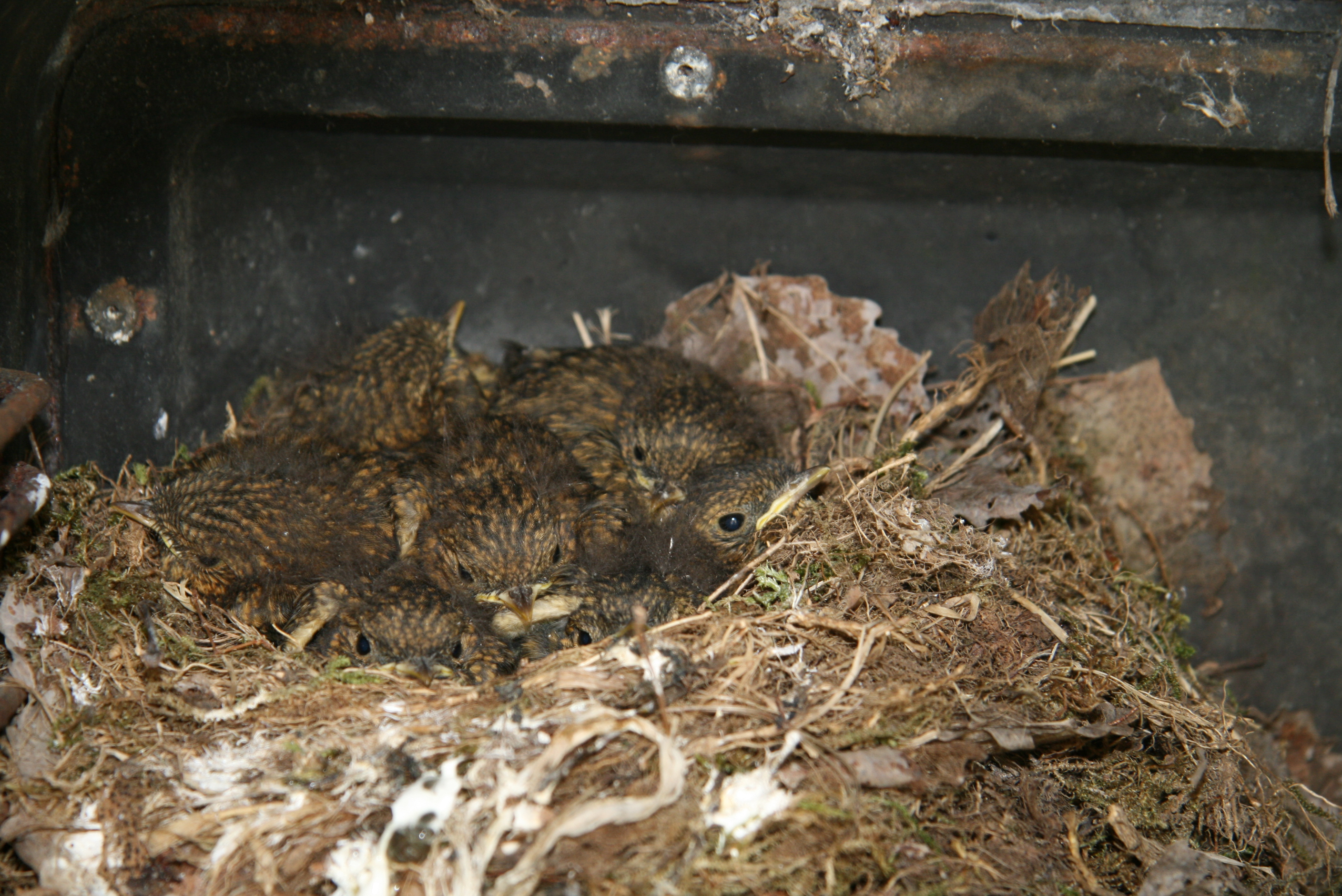
Nest mit Jungvögeln

Die Eiablage erfolgt im Morgengrauen. Die ovalen bis kurzovalen Eier glänzen matt, sind rötlich-rahmfarben und dicht rostbraun oder roströtlich gefleckt oder gewölkt. Die Fleckung kann sich zum stumpfen Pol hin verstärken und einen Kranz bilden. Sind die Eier gewölkt, erscheinen sie fast einfarbig hell roströtlich. Die Eier der Unterarten gleichen sich weitgehend, die von Erithacus rubecula superbus haben jedoch meist eine blass blaugrünliche Grundfarbe. Die durchschnittliche Größe liegt bei 20 mm Länge und 16 mm Durchmesser. Das Frischgewicht liegt bei 2,34 g, das Schalengewicht bei 0,135 g. Die Eier können nicht mit denen einer anderen europäischen Vogelart verwechselt werden. Die Eier des Zwergschnäppers mögen zwar eine gewisse Ähnlichkeit aufweisen, sind aber viel kleiner. Die Gelegegröße steigt im Verbreitungsgebiet je nach der Länge der Tageshelligkeit von Süden nach Norden. In Mitteleuropa liegt sie bei fünf bis sieben Eiern; meist werden sechs Eier gelegt.
Während der Legeperiode wird das Gelege vom allein brütenden Weibchen mit Laub getarnt. Während der 13 bis 15 Tage langen Brutdauer sitzt es sehr fest und ausdauernd auf dem Nest. In den Brutpausen von normalerweise drei bis fünf Minuten Länge wird es vom Männchen außerhalb des Nestes gefüttert, um den Standort des Geleges zu verbergen. Wird das Weibchen vom Nest verjagt, fliegt es sofort weg. In wenigen Fällen konnte Verleiten beobachtet werden. Ein Kuckuck in der Nähe des Nestes wird heftig bekämpft.

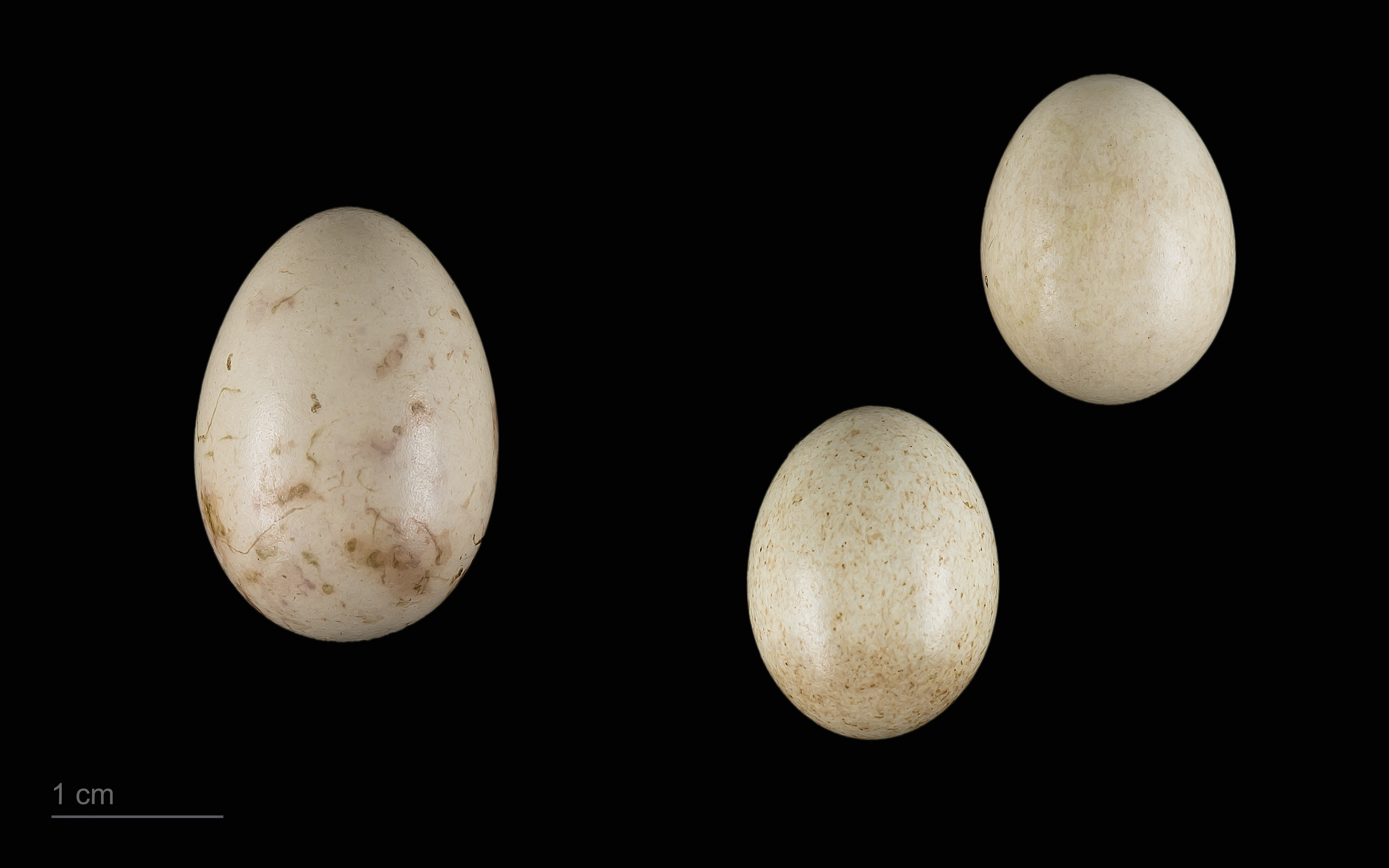
Links: Cuculus canorus canorus, rechts: Erithacus rubecula, Sammlung Museum von Toulouse

Für den Bruterfolg des Rotkehlchens ist nicht die Größe des Reviers entscheidend, sondern die Beschaffenheit des Bodenbewuchses. Der Bruterfolg liegt bei den Bodennestern des Rotkehlchens bei Werten um 27 Prozent. Gelege und Jungvögel werden durch den Brutparasitismus des Kuckucks gefährdet, aber auch von Eichelhähern, Elstern, Krähen, insbesondere Dohlen, Mäusen, Ratten, Wieseln, Mardern, Dachsen und Eichhörnchen, Füchsen, aber auch Waldkäuzen und Bussarden bedroht.

### Entwicklung der Jungvögel

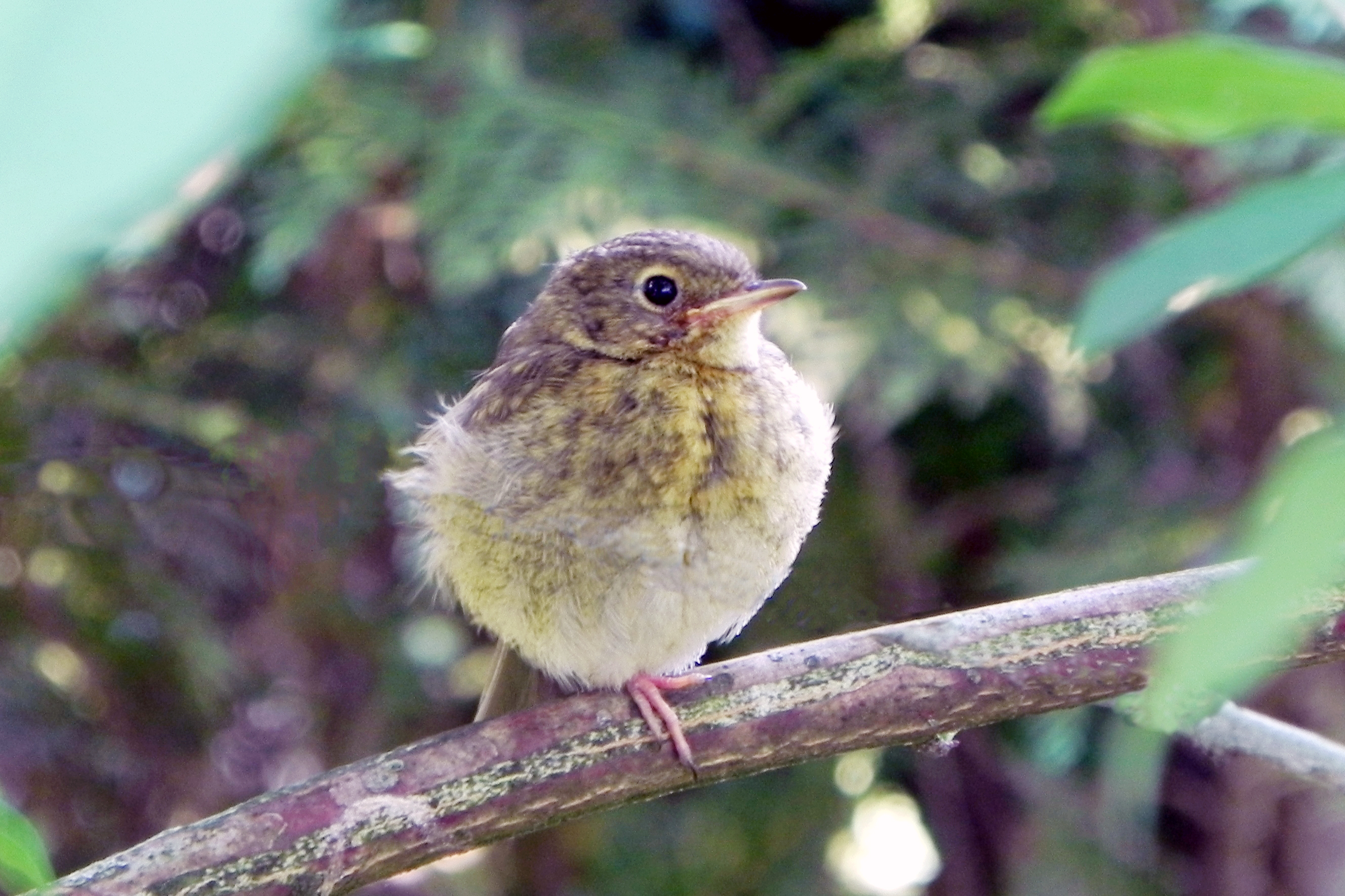
Frisch ausgeflogenes Rotkehlchen

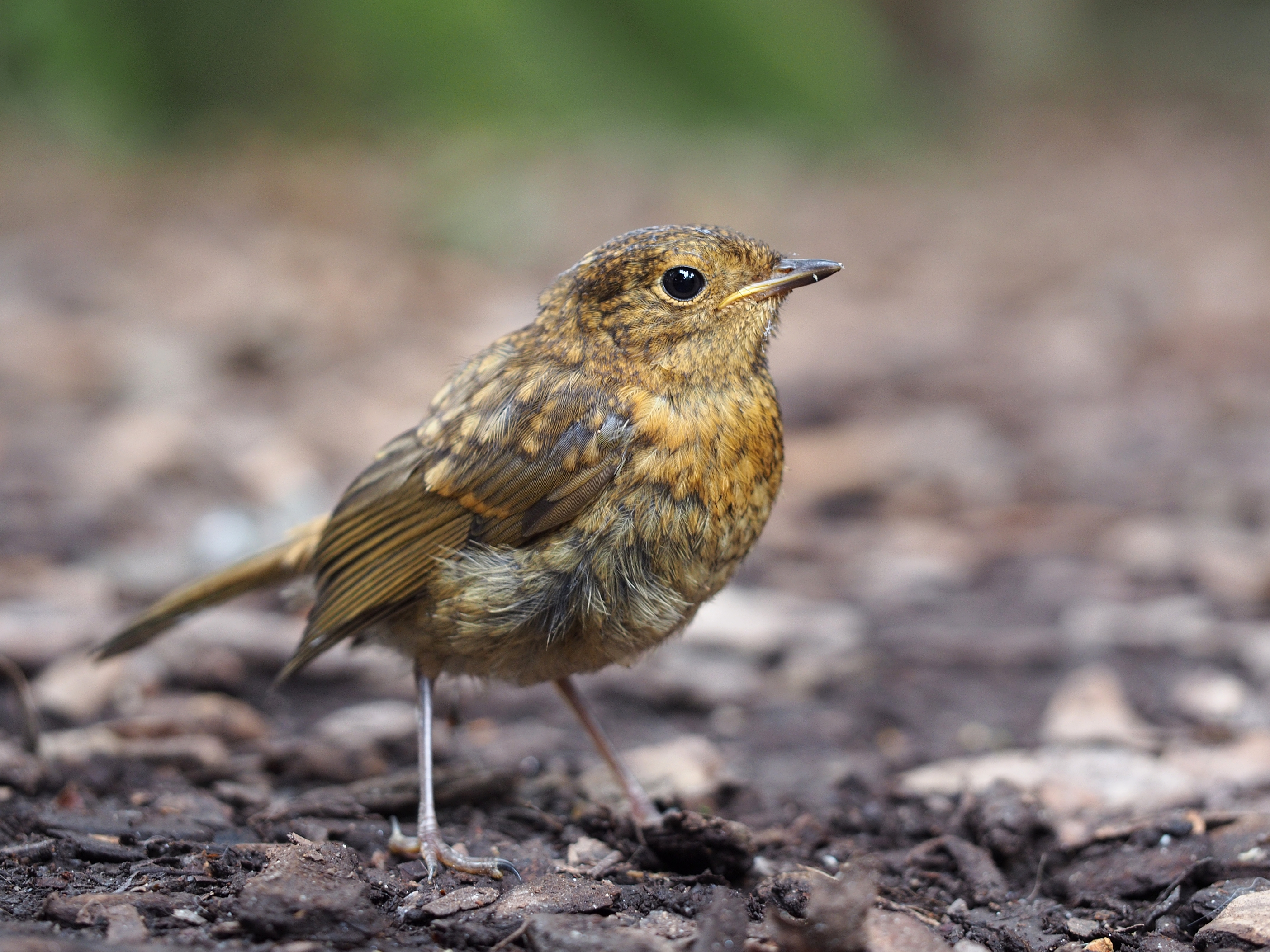
Etwas älteres junges Rotkehlchen

In der Regel schlüpfen die blinden Jungen in vier bis sechs Stunden zwischen 5 Uhr und 9 Uhr morgens. Das Weibchen trägt die Eischalen anschließend fort und lässt sie in bis zu 30 m Entfernung vom Nest fallen. In den ersten Tagen hudert das Weibchen die Nestlinge, während es vom Männchen mit Futter versorgt wird, welches es dann weiterreicht. Den Jungvögeln droht Gefahr von Laufkäfern und Schnecken. Nach dem vierten Tag stellt das Weibchen das Hudern langsam ein und das Männchen füttert die Jungen direkt. Anfangs verschluckt das Weibchen auch den Kot der Jungen, der später von den Altvögeln lediglich weggetragen wird. Nach sechs Tagen öffnen sich die Augen der Jungvögel, die am siebten deutlich zu betteln beginnen. Vom ersten bis sechsten Tag verteidigen die Altvögel die Jungen und greifen dabei selbst deutlich größere Tiere an. Etwa ab dem neunten Tag nächtigt das Weibchen nicht mehr auf dem Nest. Ab dem zehnten Tag können die Jungvögel bei Störungen das Nest verlassen. Eine ungestörte Nestlingszeit dauert normalerweise 12 bis 15 Tage.
Nach dem Verlassen des Nestes halten sich die noch flugunfähigen Jungvögel am Boden verborgen, wo sie noch einige Zeit von den Altvögeln mit Nahrung versorgt werden. Das Männchen füttert oft noch die Jungen der ersten Brut, während das Weibchen schon auf dem zweiten Gelege brütet. Ab dem 13. Tag singt das Männchen den Jungvögeln oft aus vier bis sechs Metern Entfernung vor, um sie auf den Gesang zu prägen. Ausgeflogene Junge betteln auch andere Vogelarten, bis zur Größe einer Amsel, um Futter an. Adulte Rotkehlchen füttern jedoch auch Junge von Amseln, Singdrosseln, Zaunkönigen, Waldlaubsängern, Fitissen, Grauschnäppern, Schwanz-, Blau- und Kohlmeisen. Ab 18. bis 22. Tag nehmen die Jungen selbständig Futter auf. Sobald sie vollkommen selbständig sind, werden sie aus dem Brutrevier der Altvögel vertrieben. Gefahr droht ihnen von Katzen, Greifvögeln, insbesondere dem Sperber, Eulen, insbesondere dem Waldkauz, Eichelhähern, Elstern, Krähen, Dohlen, aber auch von Mäusen, Ratten, Wieseln, Mardern, Dachsen, Eichhörnchen und Füchsen.
Das Rotkehlchen hat in der Natur unter Berücksichtigung der geringen Überlebensrate der Nestlinge eine durchschnittliche Lebenserwartung von 1,25 Jahren. Einjährige Vögel können meist ein Alter von drei bis vier Jahren erreichen. Das höchste durch Ringfunde belegte Alter beläuft sich auf 17 Jahre und drei Monate für ein in Polen beringtes Tier.

## Systematik

### Externe Systematik
Im Jahr 1951 ordnete Wetmore die Gattung Erithacus nach der Gattung Luscinia ein. Auf die nächsten Verwandten Blaukehlchen und Nachtigall folgte mit Abstand die Gattung der Rotschwänze (Phoenicurus). Die drei Gattungen wurden in die Familie der Drosseln (Turdidae) eingeordnet. Bei Bernd und Meise bilden die Drosseln im Jahr 1959 eine eigene Familie (Turdidae) unter der Oberfamilie der Fliegenschnäpper (Muscicapidae). Später folgt Glutz in der systematischen Reihenfolge dem Vorschlag für die holarktische Vogelfauna von Voous. Er stellt das Rotkehlchen (Erithacus rubecula) in die Unterfamilie Erithacinae und die Familie Turdidae.
Biochemische Untersuchungen mit Hilfe der DNA-Hybridisation machen jedoch eine Umstellung der Familien erforderlich, die auch eine Neuordnung des Systems der Sperlingsvögel (Passeriformes) betrifft. Daher wird das Rotkehlchen in die Familie der Fliegenschnäpper (Muscicapidae) eingeordnet.

### Interne Systematik
Das Rotkehlchen (Erithacus rubecula) zeigt innerhalb seines kontinentalen Verbreitungsgebiets bestimmte variable Merkmale, bildet jedoch keine diskreten Populationen aus, die als Unterarten angenommen werden könnten. Daher ist die Art nach dem „Integrated Taxonomic Information System“ (ITIS) monotypisch, das heißt, es gibt keine Unterarten.
Werden dennoch von einigen Forschern Unterarten angenommen, sind diese Subspezies hauptsächlich durch auf Inseln und in bergigen Regionen gebildete Stammpopulationen gekennzeichnet. So werden von einer Quelle acht Unterarten (Erithacus rubecula rubecula, E. r. balcanisus, E. r. witherbyi, E. r. melophilus, E. r. tataricus, E. r. valens, E. r. caucasicus, E. r. hyrcanus, E. r. sardus) und zwei Arten (Erithacus rubecula, Erithacus superbus) anerkannt. Eine Quelle aus dem Jahr 1964 nahm acht Unterarten (E. r. caucasicus fehlte, E. r. superbus. integriert) an, im Jahre 1959 erkannte Vaurie Erithacus r. balcanicus. noch als neunte Unterart an.
Die World Bird List der International Ornithologists’ Union erkennt neun Unterarten an:
- Erithacus rubecula melophilus Hartert, E 1901[43] kommt auf den Britischen Inseln vor.
- Erithacus rubecula rubecula (Linnaeus, 1758)[44] ist in Kontinentaleuropa bis zum Ural, dem Westen der Türkei, den Inseln des Ostatlantiks sowie dem Nordwesten Marokkos verbreitet.
- Erithacus rubecula superbus Koenig, AF, 1889[45] kommt auf Teneriffa vor.
- Erithacus rubecula marionae Dietzen, Michels & Wink, 2015[46] ist auf Gran Canaria verbreitet.
- Erithacus rubecula witherbyi Hartert, E 1910[47] kommt im nördlichen Algerien und dem nördlichen Tunesien vor.
- Erithacus rubecula valens Portenko, 1954[48] ist im Süden der Halbinsel Krim verbreitet.
- Erithacus rubecula caucasicus Buturlin, 1907[49] kommt im Osten der Türkei und im Kaukasus vor.
- Erithacus rubecula hyrcanus Blanford, 1874[50] ist im südöstlichen Aserbaidschan und dem nördlichen Iran verbreitet.
- Erithacus rubecula tataricus Grote, 1928[51] kommt im Ural und dem Südwesten Sibiriens vor.

### Kanarenrotkehlchen

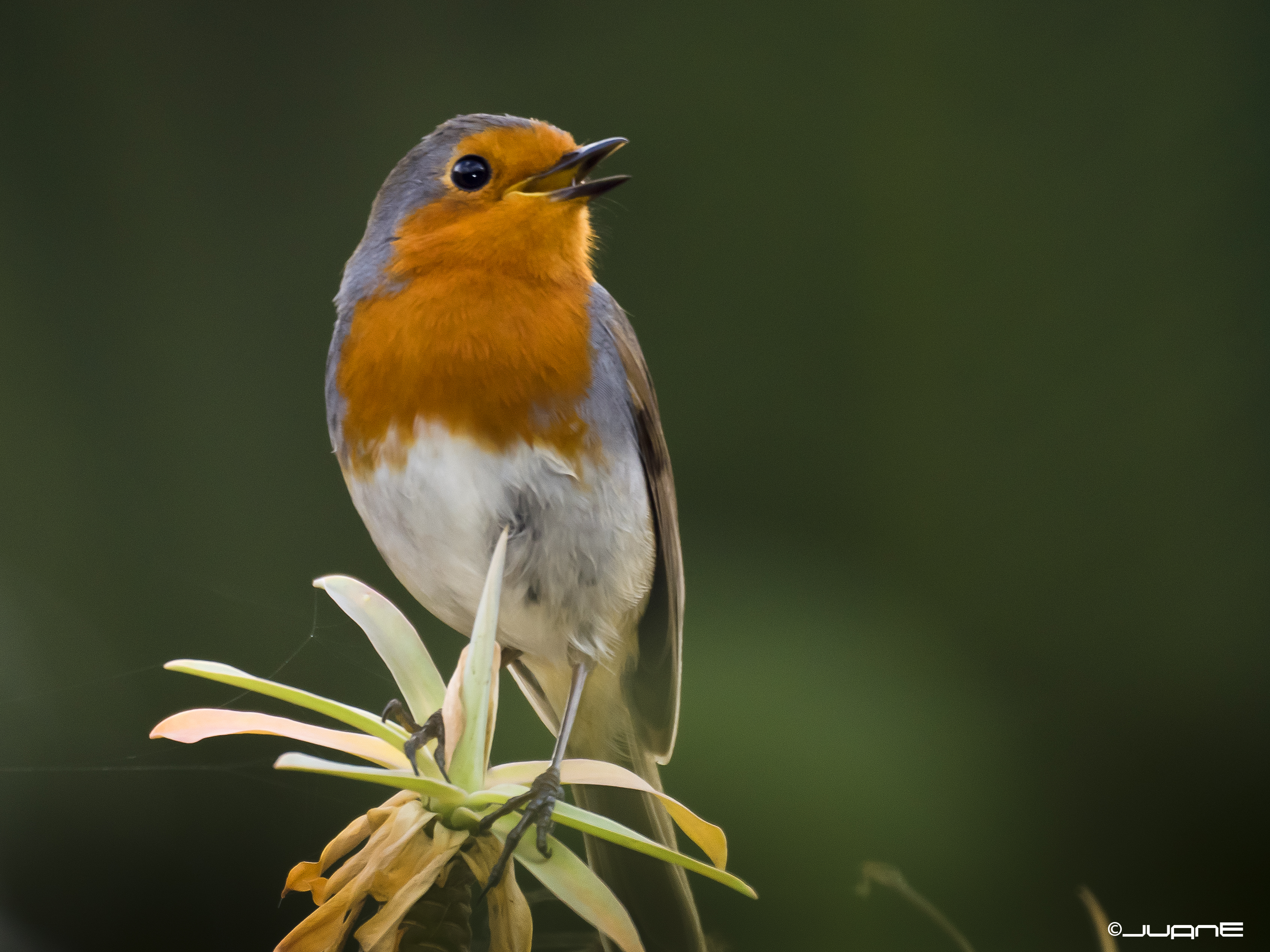
Ein Kanarenrotkehlchen auf Gran Canaria

Das Kanarenrotkehlchen (Erithacus superbus) zeigt eine dunkle, kräftige Rotfärbung der Brust und eine weißere Unterseite. Es besiedelt die Berge von Teneriffa und Gran Canaria. Zudem hat sein Gesang eine andere Struktur oder ist ein lokaler Dialekt: Im Vergleich zur Nominatform sind die Strophen kürzer; sie wirken getragen und weitaus melodischer. Da sich die Vögel von Teneriffa und Gran Canaria genetisch gut unterscheiden, wird letztere als Erithacus (r.) marionae bezeichnet. Dieses Taxon wird jedoch von vielen Quellen noch nicht als valid anerkannt.
Daten aus Untersuchungen sowohl des mitochondrialen Cytochroms b als auch der Vokalisationen weisen darauf hin, dass das Kanarenrotkehlchen (Erithacus (r.) superbus) auf Teneriffa und Gran Canaria eindeutige Merkmale aufweist und sich wahrscheinlich vor zwei Millionen Jahren von den Vögeln auf dem Festland abtrennte. Die Populationen der westlichen Kanarischen Inseln sind jünger (Mittelpleistozän) und beginnen erst in heutiger Zeit, sich genetisch auseinanderzuentwickeln. Zudem lassen sich die Vögel von Teneriffa und Gran Canaria genetisch gut unterscheiden, so dass letztere als Erithacus (r.) marionae bezeichnet wird; ein gründlicher Vergleich zwischen E. (r.) superbus and E. (r.) marionae ist angelaufen. Erste Ergebnisse legen nahe, dass die Vögel von Gran Canaria etwa 10 Prozent kürzere Flügel haben als die von Teneriffa.

## Bestand und Gefährdung

### Bestandsentwicklung
Das weltweite Verbreitungsgebiet des Rotkehlchens wird auf 10.200.000 km² geschätzt. Allein auf Afrika entfällt ein Gebiet von 900.000 km². Nach Angaben der IUCN umfasst der große weltweite Bestand etwa 150.000.000 bis 350.000.000 Individuen. Daher wird die Art als nicht gefährdet (LC) eingestuft.
Die europäische Brutpopulation macht mehr als 75 Prozent der weltweiten Verbreitung aus. Sie ist mit mehr als 43.000.000 Paaren sehr groß. Während sie zwischen 1970 und 1990 stabil war, gab es zwischen 1990 und 2000 Rückgänge in Schweden. Diese konnten jedoch durch zunehmende Populationen in Frankreich und dem Vereinigten Königreich kompensiert werden, so dass die europäische Population im Ganzen eine leichte Zunahme verzeichnen konnte. Da die Population im Ganzen stabil ist, wird das Rotkehlchen von der IUCN konsequenterweise als sicher (Secure) eingestuft.
In Deutschland wird das Rotkehlchen in der Roten Liste als nicht gefährdet eingestuft. Der Bestand in Deutschland wird auf etwa 2,8 bis 3,4 Millionen Brutpaare geschätzt, die Art gilt damit als sechsthäufigste Brutvogelart.
Seit den 1970er Jahren hat die Population im Allgemeinen, auch aufgrund von Schutzmaßnahmen, eher zugenommen. Trotzdem geht sie im Harz und an anderen Orten zurück. Dieser Rückgang wird laut Oelke durch die Auswirkungen des sauren Regens verursacht; die Versauerung zerstöre die Struktur des Waldbodens, auf die das Rotkehlchen angewiesen sei. Dennoch ist der Bestand weitgehend stabil.
In Österreich wird der Vogel in der Roten Liste als nicht gefährdet eingestuft. Der Bestand wird im Jahr 2008 auf 700.000 bis 1.400.000 Brutpaare geschätzt. In Kärnten liegt der Bestand demnach bei 70.000 bis 140.000 Brutpaaren.
In der Schweiz wird das Rotkehlchen in der Roten Liste als nicht gefährdet aufgeführt. Der Bestand lag in den Jahren 2013–2016 bei etwa 450.000 bis 650.000 Brutpaaren.

### Gefährdung und Schutz
Die Größe des Brutbestands wird wesentlich von der Winterstrenge bestimmt. Harte Winter mit länger andauernden Kälteeinbrüchen können regional zu drastischen Bestandseinbrüchen führen, da Kälte und der Futtermangel große Verluste fordern. Laut Pätzold beträgt der Verlust in normalen Wintern 50 Prozent, in sehr strengen Wintern bis zu 80 Prozent.

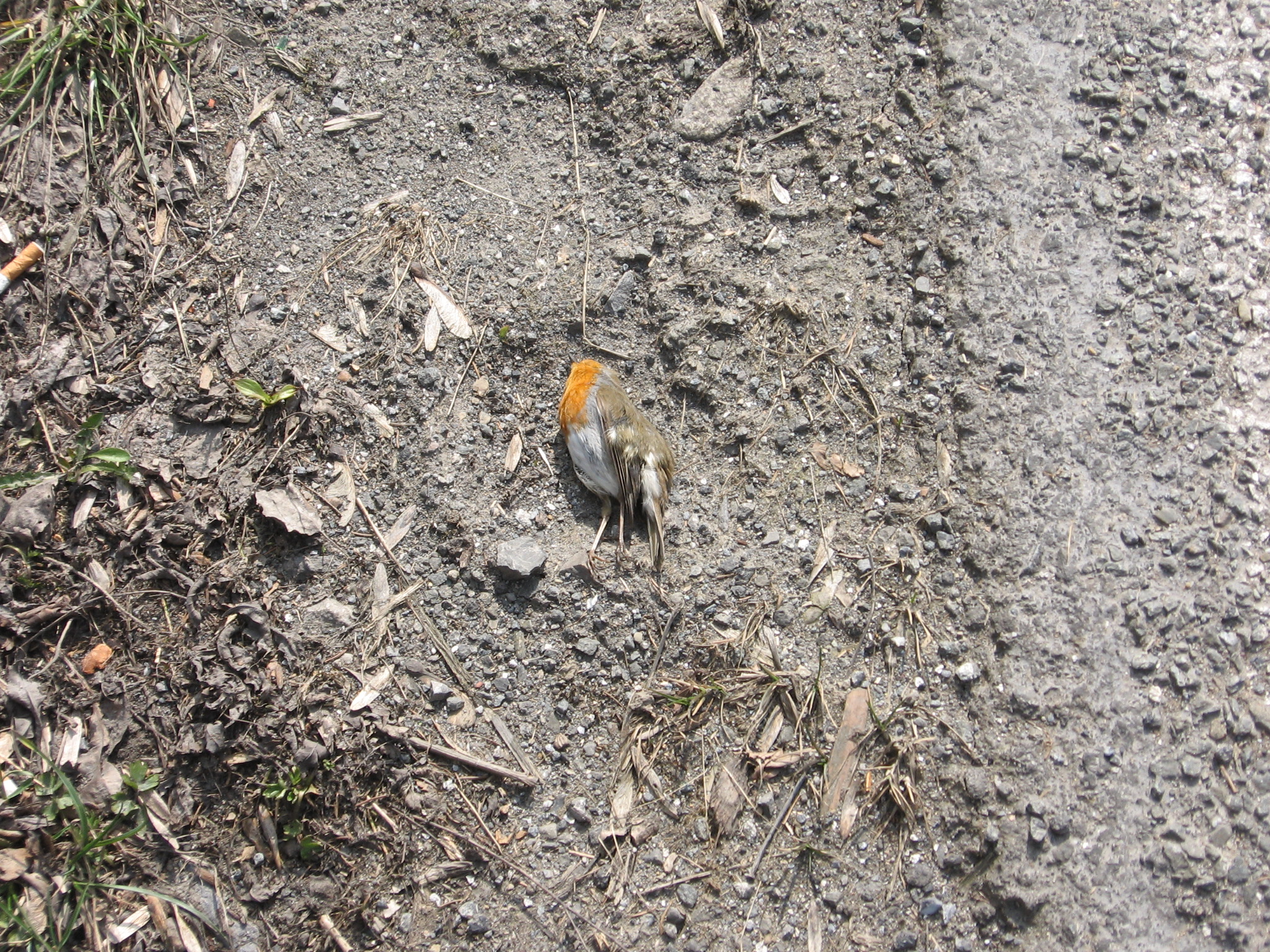
Rotkehlchen als Verkehrsopfer

Die Hauptbedrohung für die Rotkehlchenpopulationen in Mitteleuropa geht überregional und langfristig von der Ausräumung der offenen Landschaft durch die Intensivierung der Landwirtschaft, der Flurbereinigung und der zunehmenden Verbauung aus. Weiterhin erleiden Rotkehlchen durch den Gebrauch von Insektiziden erhebliche Verluste, die durch Herbizide und Dünger noch verstärkt werden. Zudem fallen in Südeuropa jährlich noch immer Tausende von Rotkehlchen der Jagd zum Opfer.
Das Rotkehlchen ist gemäß § 7 Abs. 2 Nr. 13 lit. b sublit. bb BNatSchG eine in Deutschland besonders geschützte Art. Wegen des Bestandsrückgangs in den 1970er Jahren wurde es in die Vorwarnliste der gefährdeten Arten aufgenommen, obwohl der Bestand absolut gesehen relativ hoch ist. Es war Vogel des Jahres 1992, da es zu den Arten gehört, an denen das Waldsterben am besten abzulesen ist. Da es vermutlich ganz entscheidend auf die Struktur des Waldbodens angewiesen ist, kann es von folgenden Schutzmaßnahmen profitieren: Dazu gehört die Belassung von Falllaub und Unterholz in Wirtschaftswäldern und das Wiederherstellen beziehungsweise Bewahren von reich strukturierten, heckenreichen Kulturlandschaften. Zudem können eine naturnähere Gestaltung von Gartenstädten und Parks eine verstärkte Ansiedlung in Siedlungsräumen fördern. Die in Heckenhabitaten meist hohen Brutverluste können durch die Erhaltung oder Anlage breiter Vegetationssäume als Pufferzone gegen Prädatoren gemindert werden.

## Rotkehlchen und Mensch

### Etymologie und Benennung

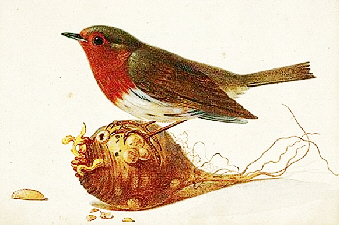
Rotkehlchen von Nikolaj Peters, 1794

Im Jahr 1758 bezeichnete Carl von Linné das Rotkehlchen als Motacilla rubecula. Das lateinische Wort „rubecula“ stellt die verkleinerte Form von „ruber“ dar und bedeutet „Rötchen“. Der heutige wissenschaftliche Gattungsname „Erithacus“ ist ein alter, nicht näher bestimmbarer Vogelname, den schon Plinius verwendete.
Der Name des Rotkehlchens hebt die Farbe von Brust und Kehle hervor. Die älteste deutsche Bezeichnung ist althochdeutsch „rotil“ oder „rotilo“, aus dem das neuhochdeutsche alemannische Wort „Rötele“ beruht, das schon im 16. Jahrhundert gebraucht wurde. Die große Zahl der deutschsprachigen Namen beweist, wie bekannt und volkstümlich das Rotkehlchen ist. Folgende Namen werden in einzelnen Gebieten bis heute verwendet oder wurden früher gebraucht: Rotkehlchen (-sänger), Rothkehlein, Rotkehle, -kelle, -kelchinn, -kelchyn, -kalinden, Rothkehligen, Rottkählchen, Rötkelchen, Radkelchen, -kelken, Kahlrötchen, Kalredchen, Roth-, Rottbrüstlein, Rotbrüstchen, -brüst(er)le, -brüstel, -brüstli, -brust(lein), -brüstler, -brüsteli, -prüstlein, -böst, -bosk, Routbröstchen, Rodboß, -börstken, -borstje, Belbostje („Gelbbrüstchen“), Gülbük („Gelbbauch“), Bruströsteli, Rotkröpfchen, -kröpfe(r)l, -kröpfle, -kropf(f), -kröpfflin, -kropfflin, Rottkröpflein, Rothkröpf(e)l, Rothälseli, -gügger, -kätchen, -katel, -bart, Routschatzla, Rökle, Rekli, (Winter)-Rötelein, Winter-, Wald-, Krätschrötele, Waldrötlein, -rötchen, Rotbrüstiger, Rotkehliger Sänger, Baköfelchen. Fast alle ausländischen Bezeichnungen des Rotkehlchens weisen auf die rote Brust hin. Während das Rotkehlchen im britischen Englisch „Robin“ genannt wird, verwenden die Amerikaner diese Bezeichnung für die dort stattdessen verbreitete, rotbebrustete Wanderdrossel. Das Rotkehlchen trägt im Französischen den Namen „Rouge-gorge“, im Italienischen „Pettirosso“, im Spanischen „Petirrojo“, im Portugiesischen „Pisco de Papo Vermelho“, im Schwedischen „Rödhake“ und im Niederländischen „Roodborst“.

### Mythologie und Kult

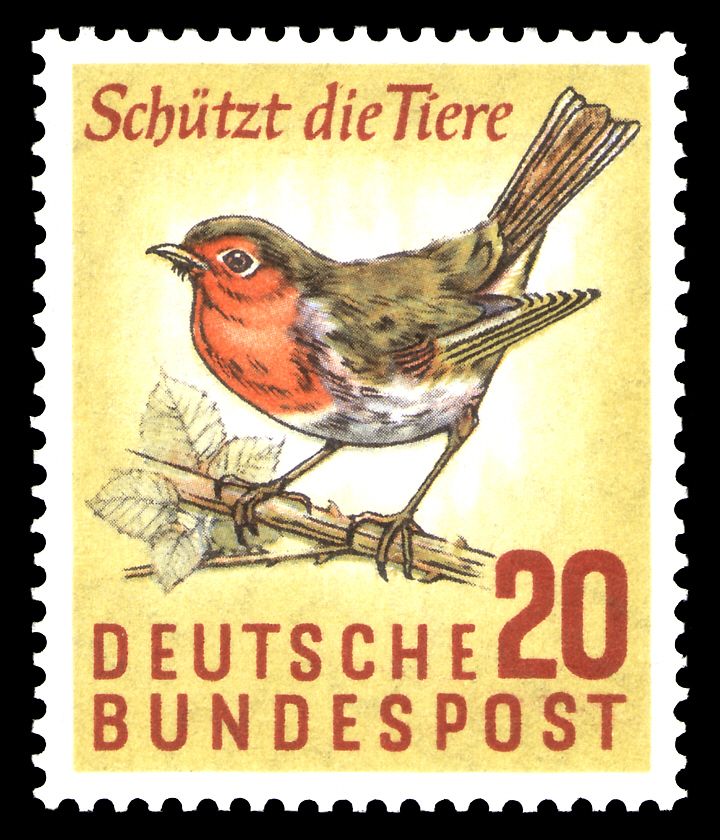
Rotkehlchen auf einer Briefmarke der Deutschen Bundespost (1957) für den Naturschutz

Bei den alten germanischen und keltischen Volksstämmen Europas galt das Rotkehlchen als Träger und Überbringer der Sonne. Bei den Germanen und in späteren Schweizer Sagen wurde es dem rotbärtigen Gott Thor zugeschrieben, denn es trug die rote Farbe seines Blitzes. Generell setzten die Volksgruppen alles, was in der Farbe dem Feuer glich, in Beziehung zu dem Gott, der diese Naturgewalt zu Gunsten der Menschen regierte. Neben dem Rotkehlchen als Sinnbild des Feuers und des Blitzes wurden auch Gartenrotschwanz, Gimpel und Stieglitz als heilige Tiere gesehen. Je nach Zusammenhang sollten sie vor Blitzschlag und Feuer schützen oder diese anziehen. Wo Rotkehlchen und Rotschwänzchen als dem Donar heilige Vögel nisteten, glaubten die Menschen, dass Donar Haus und Hof hüte. Es wurde als großer Frevel betrachtet, wenn jemand das Nest eines Rotkehlchens zerstörte. Zudem herrschte der Glaube, dass ein Rotkehlchen-Nest in der Nähe des Hauses Frieden in es bringe und Ehepaare dort in Glück und Frieden leben. Nach einer alten Bauernregel, die noch bis zu Anfang des 18. Jahrhunderts Glauben fand, gibt es Regen, wenn Rotkehlchen in Höhlen Schutz suchen.
Das Rotkehlchen spielt als „reiner“ Vogel in Christuslegenden eine wesentliche Rolle. Neben der niederländischen Legende gibt es eine schwedische Version von Selma Lagerlöf, die den Titel Das Rotkehlchen trägt. Beide Überlieferungen erzählen davon, wie Jesus voll Schmerz und Pein am Kreuz hing und in einiger Ferne einen kleinen einfarbig braunen Vogel im Wald sah. Diesem rannen bittere Tränen aus den Augen, als er die scharfen, stacheligen Dornen sah, die Jesu Haupt durchbohrten. Daraufhin flog es zum Kreuz und löste einen Dorn aus der Krone. Dabei wurde seine Brust mit einem Blutstropfen besprenkelt. Nach einer englischen Volkserzählung singt das Rotkehlchen dem am Kreuz sterbenden Jesus an seiner Seite etwas vor, damit er das Leiden besser ertrage. Dabei wird es mit dem Blut der Wunden gekennzeichnet.
In der schottischen Volkssage Robin Redbreast’s Christmas Song heiraten ein Rotkehlchen und ein Zaunkönig. Davon handelt auch Robert Burns’ Kindererzählung The Marriage of Robin Redbreast and the Wren. Zudem wird es in Großbritannien mit Weihnachten in Verbindung gebracht. Im traditionellen Kindermärchen Babes in the Wood deckt es die Körper der toten Kinder zu.
Das Rotkehlchen war der beliebteste Vogel Großbritanniens. Dies bestimmten die Leser der Times in den frühen 1960er Jahren. Die britische Regierung erkennt es jedoch nicht als offiziellen Nationalvogel an. Einige Jahre stellte das Rotkehlchen das Logo des Naturschutzverbandes Royal Society for the Protection of Birds dar.
Die englischen Fußballvereine Bristol City und Swindon Town tragen den Spitznamen „The Robins“, der sich von ihrer roten Trikotfarbe ableitet.

### Forschungsobjekt

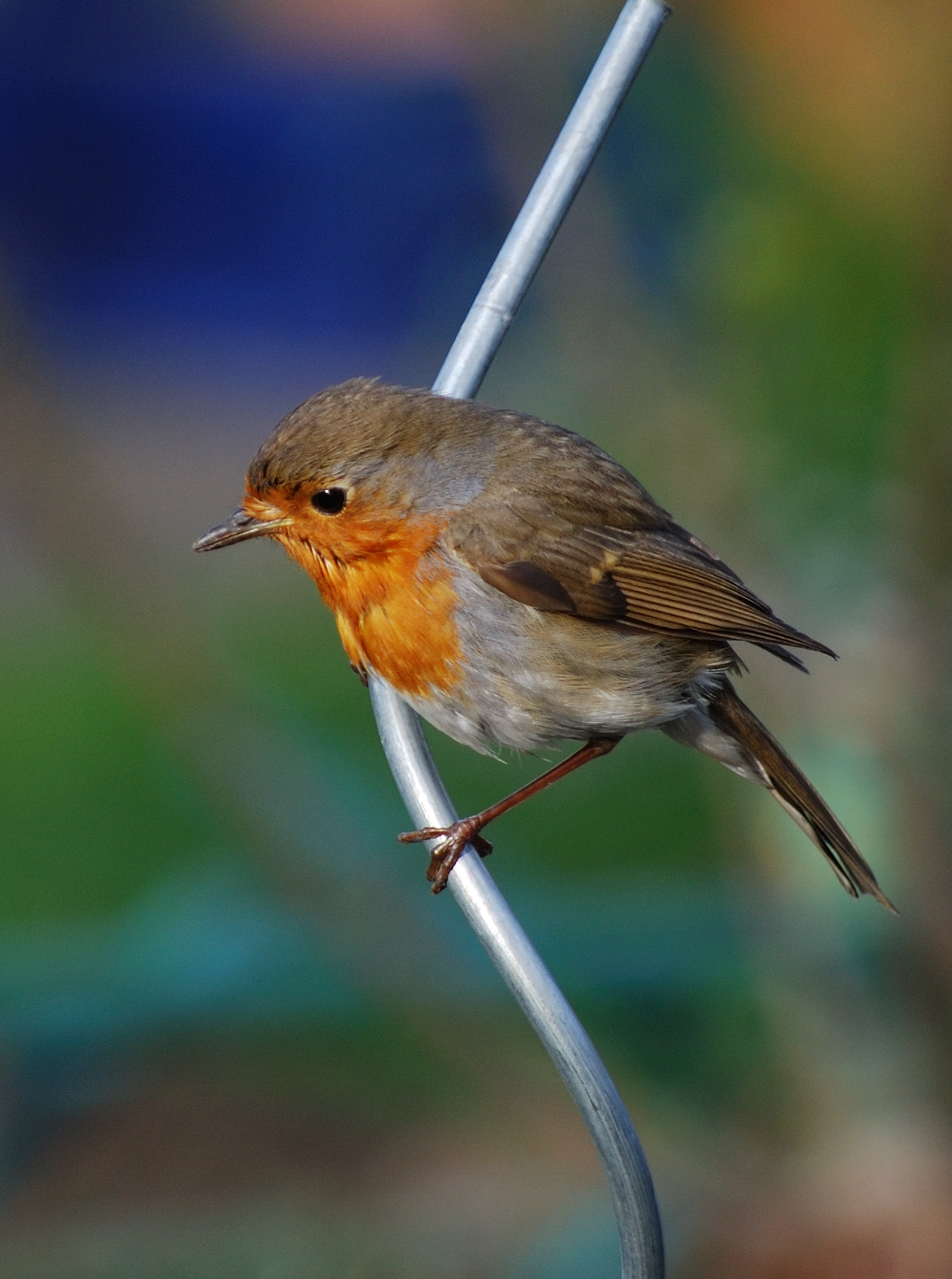
Das Rotkehlchen ist eine in Deutschland geschützte Art

Das Rotkehlchen hat bei der Entdeckung und wissenschaftlichen Anerkennung des Magnetsinns eine wichtige Rolle gespielt. Der Frankfurter Forscher Wolfgang Wiltschko konnte in den 1970er-Jahren nachweisen, dass das Rotkehlchen sowohl ohne Sicht auf den Nachthimmel als auch ohne Sichtmarken die Orientierung beibehalten kann. Da in Versuchen mit Helmholtz-Spulen der Vogel im achteckigen Käfig mit radialen Stangen vorhersagbar seine Richtungswahl im künstlichen Magnetfeld ändert, misst er wahrscheinlich den Winkel, unter dem die magnetischen Feldlinien die Erdoberfläche schneiden (Inklinationswinkel). Seither wurden bei allen untersuchten Zugvögeln neben dem Sonnen- und Sterne„kompass“ der „Magnetkompass“ entdeckt. Forschungen ergaben, dass im optischen System ein Rezeptor für Richtungsänderungen des magnetischen Feldes existiert, im nasalen System werden hingegen geringste Änderungen des magnetischen Flusses wahrgenommen. Rotkehlchen orientieren sich signifikant in ihre Zugrichtung unter blauem, türkisem und grünem Licht. Unter gelbem und rotem Licht zeigen sie sich desorientiert.
Durch den Einsatz von Hochfrequenzfeldern konnte gezeigt werden, dass der Inklinationskompass der Vögel auf einem Radikalprozess basiert und dass der Sitz des lichtabhängigen Magnetkompasses im rechten Auge lokalisiert ist. Unter bestimmten künstlichen Lichtbedingungen wurden in Versuchen mit Rotkehlchen jedoch Verhaltensantworten gezeigt, die von der normalen Zugorientierung abwichen. Dabei konnte herausgefunden werden, dass über die reine Aktivierung von Licht hinaus Formensehen für das Rotkehlchenauge eine entscheidende Rolle zu spielen scheint. Zudem suchen Rotkehlchen trotz der Abwesenheit von Licht signifikant eine Vorzugsrichtung auf, die keiner saisonalen Zugumkehr unterliegt. Die Fixrichtung beruht nicht auf einem Inklinationskompass und sie bricht nach Oberschnabelbetäubung zusammen. Weitere Untersuchungen sollen klären, ob die Annahme zutrifft, dass alle bisher analysierten Nicht-Kompass-Antworten auf einem zweiten, magnetit-basierenden Mechanismus beruhen. Diese Rezeptoren scheinen neben Intensitätsinformationen des Erdmagnetfeldes auch Richtungsinformationen zu generieren. Die biologische Relevanz der ihnen unterliegenden Fixrichtungen bleibt allerdings nach dem aktuellen Forschungsstand ungeklärt.

### Nahrung und Käfigvogel
Bis etwa in die Mitte der 1920er Jahre wurden in Europa zu Zeiten des Dohnenstieges mehrere Tausend Rotkehlchen, Gimpel, Drosseln und Seidenschwänze gefangen.
Das Rotkehlchen wurde aufgrund seines kräftigen Gesanges und seiner Zutraulichkeit als Käfigvogel gehalten. Der Vogel war ein beliebtes Heimtier, da er kostengünstiger und pflegeleichter als eine Nachtigall war.
Auch heute wird das Rotkehlchen noch als Ziervogel gehalten. Wildfänge sind nach dem § 20 d BNatSchG jedoch illegal.

### Vogel des Jahres
Das Rotkehlchen ist Vogel des Jahres 2025 in der Schweiz; 1992 und 2021 war es Vogel des Jahres in Deutschland und 2005 Vogel des Jahres in der Ukraine, 2013 in Armenien und 2016 in Tschechien. 

## Sonstiges
Rotkehlchen ist eine Biersorte, die von der Friedrichshagener Bürgerbrauerei entwickelt wurde. Durch den Besitzwechsel gehört die Brauerei seit 2010 zur Radeberger Gruppe. Das Bier erhält durch ein karamelliges Malz eine besondere rötliche Farbnote, die den Namen bedingt. Zudem machte sich die Bewerbung den Satz „Zwitschern eines Rotkehlchens“ zu Nutze.